# Papa Pio XI
Pio XI (in latino: Pius PP. XI, nato Ambrogio Damiano Achille Ratti; Desio, 31 maggio 1857 – Città del Vaticano, 10 febbraio 1939) è stato il 259º vescovo di Roma e papa della Chiesa cattolica dal 1922 alla sua morte. Dal 7 giugno 1929 fu il 1° sovrano del nuovo Stato della Città del Vaticano.

## Biografia

### Formazione

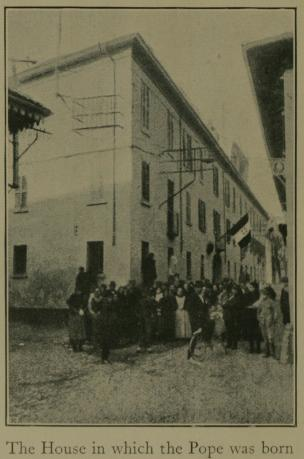
La casa natale di Pio XI a Desio

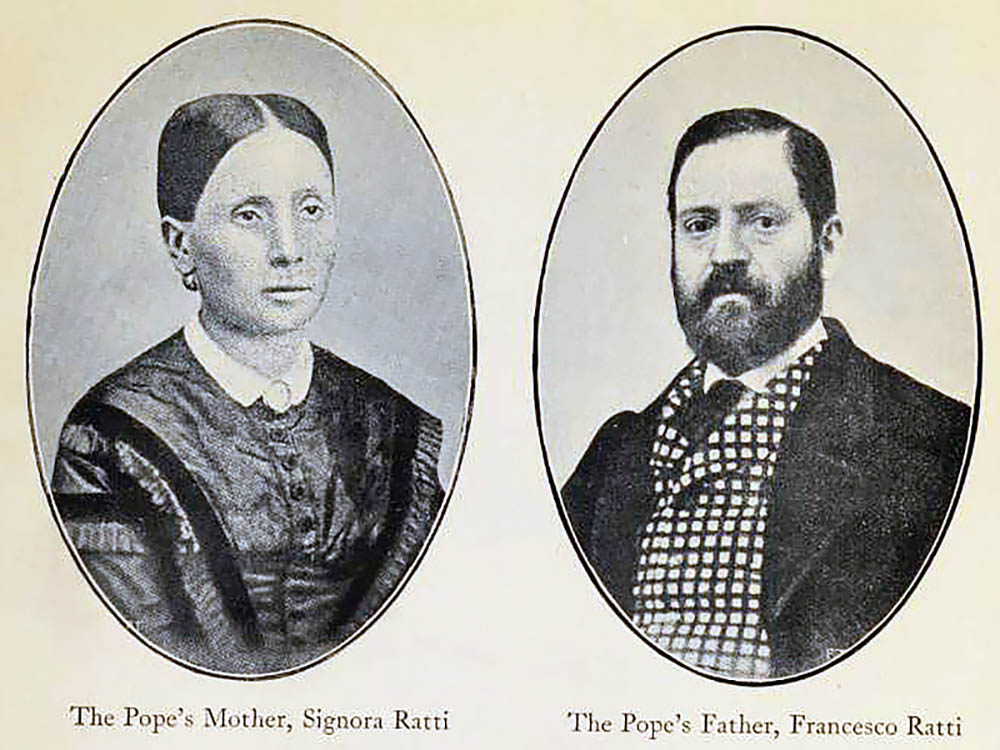
lI genitori di Pio XI, Teresa Galli e Francesco Ratti

Achille Ratti nacque il 31 maggio 1857, a Desio, nella casa che attualmente è sede del Museo Casa Natale Pio XI e del "Centro Internazionale di Studi e Documentazione Pio XI" (al civico 4 di via Pio XI, all'epoca via Lampugnani). Quarto di cinque figli, fu battezzato il giorno dopo la nascita, nella prepositurale dei Santi Siro e Materno con il nome di Ambrogio Damiano Achille Ratti (il nome Ambrogio in onore del nonno paterno, suo padrino di battesimo).
Il padre Francesco fu attivo - con non molto successo come attestato dai continui trasferimenti - quale direttore in vari stabilimenti per la lavorazione della seta, mentre la madre Teresa Galli, originaria di Saronno, era la figlia di un albergatore.
Avviato alla carriera ecclesiastica dall'esempio dello zio don Damiano Ratti, Achille studiò a partire dal 1867 nel seminario di Seveso, poi in quello di Monza, attualmente sede del Liceo Ginnasio Bartolomeo Zucchi. Si preparò per la maturità presso il Collegio San Carlo e superò gli esami presso il Liceo Parini. Dal 1874 fece parte dell'ordine terziario francescano. Nel 1875 iniziò gli studi teologici; i primi tre anni nel Seminario Maggiore di Milano e l'ultimo nel Seminario di Seveso. Nel 1879 è a Roma presso il Collegio Lombardo. Fu ordinato sacerdote il 20 dicembre 1879 a Roma dal cardinale Raffaele Monaco La Valletta.

### Studi
Frequentò assiduamente biblioteche e archivi, in Italia e all'estero. Fu dottore della Biblioteca Ambrosiana e dall'8 marzo 1907 prefetto della stessa biblioteca.
Intraprese studi di vasta portata: gli Acta Ecclesiae Mediolanensis, la collezione completa degli atti dell'arcidiocesi di Milano, di cui pubblicò i volumi II, III e IV rispettivamente nel 1890, nel 1892 e nel 1897, e il Liber diurnus Romanorum Pontificum, una collezione di formule utilizzate nei documenti ecclesiastici. Scoprì anche la biografia più antica di sant'Agnese di Boemia e per studio soggiornò a Praga; inoltre a Savona, casualmente, scoprì gli atti di un concilio provinciale milanese del 1311, di cui si era persa memoria.
Ratti fu uomo di vasta erudizione; ottenne infatti tre lauree nei suoi anni di studio romani: in filosofia all'Accademia di San Tommaso d'Aquino di Roma, in diritto canonico all'Università Gregoriana e in teologia all'Università La Sapienza. Aveva inoltre una forte passione sia per gli studi letterari, dove preferiva Dante e Manzoni, sia per gli studi scientifici, tanto che era stato in dubbio se intraprendere lo studio della matematica; a tal proposito fu grande amico e, per un certo periodo, collaboratore di don Giuseppe Mercalli, noto geologo e creatore dell'omonima scala dei terremoti, che aveva conosciuto come insegnante nel seminario di Milano.

### Educatore
Ratti fu anche un valido educatore, non solo nell'ambito scolastico. Dal 1878 fu professore di matematica al seminario minore.
Mons. Ratti, che aveva studiato l'ebraico al corso del seminario arcivescovile e aveva approfondito gli studi con il rabbino capo di Milano Alessandro Da Fano, divenne docente di ebraico in seminario nel 1907 e mantenne l'incarico per tre anni. Come docente portava i suoi allievi nella Sinagoga di Milano, affinché familiarizzassero con l'ebraico orale, iniziativa ardita che era inusuale nei seminari.
Come cappellano del Cenacolo di Milano, una comunità religiosa dedita all'educazione delle ragazze (incarico tenuto dal 1892 al 1914), ebbe modo di esercitare un'attività pastorale ed educativa molto efficace, entrando in contatto con fanciulle e ragazze di ogni stato e condizione, ma soprattutto con la buona società milanese: i Gonzaga, i Castiglione, i Borromeo, i Della Somaglia, i Belgioioso, i Greppi, i Thaon di Revel, gli Jacini, gli Osio, i Gallarati Scotti.
Questo ambiente era attraversato da opinioni diverse: alcune famiglie erano più vicine alla monarchia e al cattolicesimo liberale, altre erano intransigenti, in linea con l'Osservatore Cattolico di don Davide Albertario. Pur non manifestando un'esplicita simpatia per nessuna delle due correnti, il giovane don Ratti ebbe rapporti assai stretti con i Gallarati Scotti, che erano intransigenti; fu catechista e precettore (su consiglio del nonno omonimo) del giovane Tommaso Gallarati Scotti, figlio di Gian Carlo, principe di Molfetta, e di Maria Luisa Melzi d'Eril, che in seguito sarebbe diventato un noto diplomatico e scrittore.
Le tensioni tra cattolici liberali e intransigenti erano comuni nell'ambiente cattolico dell'epoca, basti ricordare che Achille Ratti aveva ricevuto la tonsura e il diaconato dall'arcivescovo Luigi Nazari di Calabiana, il protagonista della crisi che porta il suo nome.. Fra i suoi educatori ebbe don Francesco Sala, che teneva il corso di teologia dogmatica sulla base di un rigoroso tomismo, e don Ernesto Fontana, che insegnava teologia morale con posizioni antirosminiane. In questo ambiente don Ratti sviluppò una tendenza antiliberale, che espresse ad esempio nel 1891 in occasione di una conversazione informale con il cardinal Gruscha, arcivescovo di Vienna: «Il vostro paese ha la fortuna di non essere dominato da un liberalismo anticlericale, né da uno Stato che cerca di legare la Chiesa con catene di ferro».
Dopo il 1904 Tommaso Gallarati Scotti divenne rappresentante del modernismo, la dottrina secondo cui sarebbe necessario un «adattamento del Vangelo alla condizione mutevole dell'umanità» e nel 1907 fondò la rivista Il Rinnovamento. Mentre papa Pio X pubblicava l'enciclica Pascendi che condannava il modernismo, mons. Ratti cercava di mettere in guardia l'amico, fungendo da mediatore e correndo il rischio di attirarsi i sospetti degli antimodernisti intransigenti. Tommaso Gallarati Scotti aveva già deciso di dimettersi dalla rivista, quando fu colpito dalla scomunica. La Santa Sede indagò sulla responsabilità dell'arcivescovo Andrea Carlo Ferrari in merito alla diffusione delle idee moderniste nella sua arcidiocesi e mons. Ratti lo dovette difendere davanti al papa e al cardinale Gaetano De Lai.

### Alpinista

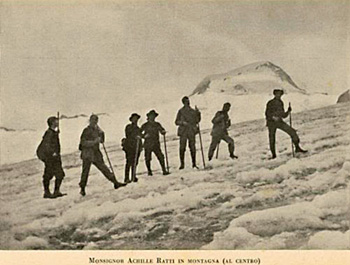
Monsignor Achille Ratti in montagna (al centro)

Ratti fu un appassionato alpinista: scalò diverse vette delle Alpi e fu il primo - il 31 luglio 1889 - a raggiungere la cima del Monte Rosa dalla parete orientale; conquistò, sebbene gravato del peso di un ragazzo che portava sulle spalle, il Gran Paradiso; il 7 agosto 1889 scala il Monte Cervino, e a fine luglio 1890 il Monte Bianco, aprendo la via successivamente chiamata "Via Ratti - Grasselli". Papa Ratti fu un assiduo e appassionato frequentatore del gruppo delle Grigne e per molti anni, a cavallo dei due secoli, fu ospite della parrocchia di Esino Lario, base logistica delle sue escursioni. Le ultime scalate del futuro papa risalgono al 1913. Per l'intero periodo Ratti fu membro, collaboratore e redattore di articoli per il Club Alpino Italiano.
Lo stesso Ratti disse dell'alpinismo che "non fosse cosa da scavezzacolli, ma al contrario tutto e solo questione di prudenza, e di un po' di coraggio, di forza e di costanza, di sentimento della natura e delle sue più riposte bellezze". Appena eletto papa, l'Alpine Club di Londra cooptò Pio XI come proprio socio, motivando tale invito con le tre ascensioni alle più alte cime alpine (l'invito fu declinato, pur con il ringraziamento del papa).
Ratti, nel 1899, ebbe un colloquio con il famoso esploratore Luigi d'Aosta, duca degli Abruzzi, per partecipare alla spedizione al Polo Nord che il Duca stava organizzando. Ratti non venne preso, si dice, perché un sacerdote, per quanto eccellente alpinista, avrebbe intimidito gli altri compagni di viaggio, rudi uomini di mare e montagna.
Nel 1935, venendo meno al rigido protocollo dello Stato Vaticano, durante la cerimonia d'inaugurazione della Scuola centrale militare di alpinismo di Aosta, inviò un telegramma di felicitazioni.

### Carriera ecclesiastica

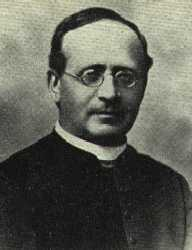
Don Achille Ratti

La profonda competenza negli studi portò Ratti all'attenzione di papa Leone XIII. Nel giugno 1891 e nel 1893 fu così invitato a partecipare ad alcune missioni diplomatiche al seguito di monsignor Giacomo Radini-Tedeschi in Austria e in Francia. Ciò avvenne su segnalazione dello stesso Radini-Tedeschi, il quale aveva studiato con Ratti presso il Pontificio Seminario Lombardo di Roma.
Nell'agosto 1882 fu nominato parroco sostituto di Barni, ove ancora oggi è affissa una targa in suo onore nella chiesa parrocchiale dedicata all'Annunciazione.
Nel 1888 entrò a far parte del collegio dei dottori della Biblioteca Ambrosiana, per diventarne prefetto nel 1907. Il 6 marzo 1907 fu nominato prelato di Sua Santità con il titolo di monsignore.
Intanto nel 1894 era entrato a far parte degli Oblati dei Santi Ambrogio e Carlo, un istituto di sacerdoti secolari profondamente milanese, radicato nella spiritualità di san Carlo Borromeo e sant'Ignazio di Loyola. Agli esercizi spirituali ignaziani don Ratti resterà sempre legato, ad esempio mediterà gli esercizi del 1908, del 1910 e del 1911 presso i gesuiti di Feldkirch, in Austria.
Chiamato da Pio X a Roma, fu socio del Circolo San Pietro, fu nominato l'8 novembre 1911 viceprefetto con diritto di successione e, il 27 settembre 1914, regnante Benedetto XV, prefetto della Biblioteca Vaticana.

### Missione in Polonia

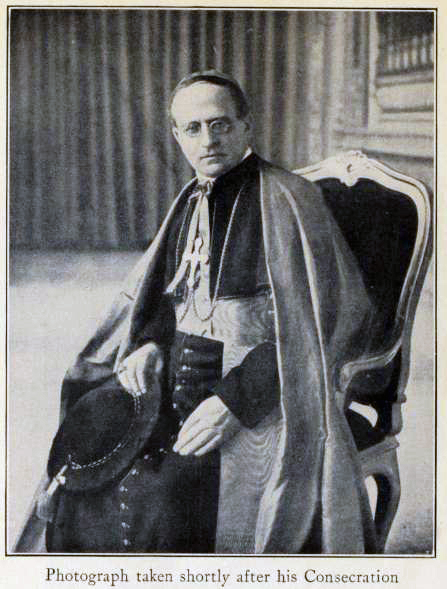
Achille Ratti, poco dopo l'ordinazione episcopale ricevuta il 28 ottobre 1919

Nel 1918 papa Benedetto XV lo nominò visitatore apostolico per la Polonia e la Lituania e successivamente, nel 1919, nunzio apostolico (cioè rappresentante diplomatico presso la Polonia) e all'età di 62 anni fu elevato al rango di arcivescovo con il titolo di Lepanto. Scelse come suo segretario don Ermenegildo Pellegrinetti, dottore in teologia e diritto canonico e soprattutto poliglotta, che tenne un diario della missione in Polonia di mons. Ratti.
La sua missione lo portò ad affrontare la difficile situazione verificatasi con l'invasione sovietica nell'agosto del 1920 per i problemi creati dalla formulazione dei nuovi confini dopo la prima guerra mondiale. Ratti chiese a Roma di restare a Varsavia prossima all'assedio ma Benedetto XV, temendo per la sua vita, gli ordinò di raggiungere il governo polacco in esilio, cosa che fece dopo che si erano ritirate tutte le altre postazioni diplomatiche. Fu in seguito nominato Alto Commissario ecclesiastico per il plebiscito nell'Alta Slesia, plebiscito che si doveva svolgere tra la popolazione per scegliere fra l'adesione alla Polonia o alla Germania. Nella regione era forte la presenza del clero tedesco (sostenuto dall'arcivescovo di Breslavia cardinale Bertram), che spingeva per il ricongiungimento con la Germania. Il governo polacco, allora, chiese al Papa di nominare un rappresentante ecclesiastico che fosse al di sopra delle parti, in grado di garantire l'imparzialità in occasione del plebiscito.
Il compito specifico di Ratti, infatti, era quello di richiamare alla concordia il clero tedesco e quello polacco e, tramite costoro, la popolazione tutta. Avvenne però che l'arcivescovo Bertram vietò ai sacerdoti stranieri della sua arcidiocesi (in pratica i polacchi) di prendere parte al dibattito sul plebiscito. Inoltre Bertram fece sapere di avere avuto l'appoggio della Santa Sede: il Segretario di Stato, cardinale Gasparri, aveva dato l'appoggio a Bertram e al clero tedesco, senza informare però Ratti. Non solo Ratti dovette subire questo sgarbo, ma vide scatenarsi contro di lui la stampa polacca, che lo accusava, ingiustamente, di essere filotedesco. Fu pertanto richiamato a Roma e il 4 giugno 1921 Ratti lasciò la Polonia.
Un suo successo fu ottenere la liberazione di Eduard von der Ropp, arcivescovo di Mahilëŭ, arrestato dalle autorità sovietiche nell'aprile del 1919 con l'accusa di attività controrivoluzionaria e rilasciato nell'ottobre dello stesso anno.
Nei primi mesi del 1920 compì un lungo viaggio diplomatico in Lituania, recandosi in pellegrinaggio nei luoghi più cari ai cattolici lituani, e in Lettonia. In quest'ultimo Stato gettò le basi del futuro concordato, che sarà il primo concordato da lui concluso dopo l'ascesa al pontificato. Si occupò anche della diocesi di Riga, da poco ristabilita, che subiva una grande penuria di clero e l'assenza di ordini religiosi; si progettava anche l'elevazione ad arcidiocesi.
Tuttavia nell'ottobre 1921, una volta divenuto arcivescovo di Milano, dall'Università di Varsavia ricevette la laurea honoris causa in teologia. In questo periodo nel cardinale Ratti probabilmente si venne a formare la convinzione che il pericolo principale dal quale la Chiesa cattolica si doveva difendere fosse il bolscevismo. Di qui la cifra che spiega il suo operato successivo: la sua politica sociale volta a contendere le masse al comunismo e ai nazionalismi.

### Arcivescovo di Milano e cardinale

Stemma di Achille Ratti come cardinale e arcivescovo di Milano

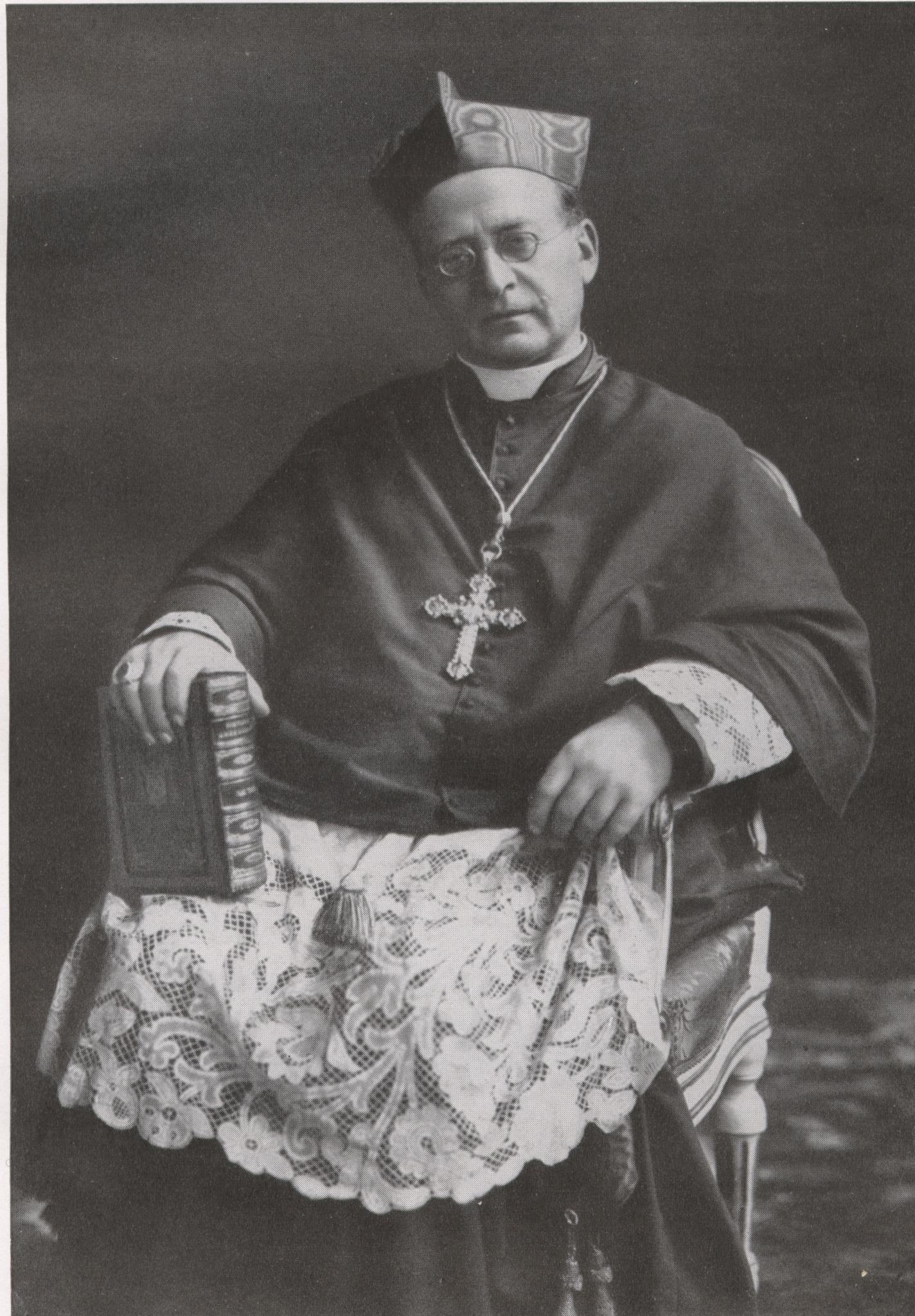
Il cardinale Achille Ratti nel 1921

Nel concistoro del 13 giugno 1921 Achille Ratti fu nominato arcivescovo di Milano e lo stesso giorno fu creato cardinale del titolo dei Santi Silvestro e Martino ai Monti.
Prese possesso dell'arcidiocesi l'8 settembre. Nel suo breve episcopato dispose che il Catechismo di Pio X dovesse essere l'unico usato nell'arcidiocesi, inaugurò l'Università Cattolica del Sacro Cuore e iniziò la fase diocesana della causa di canonizzazione di padre Giorgio Maria Martinelli, il fondatore degli Oblati di Rho.

### Il conclave del 1922 e l'elezione a pontefice

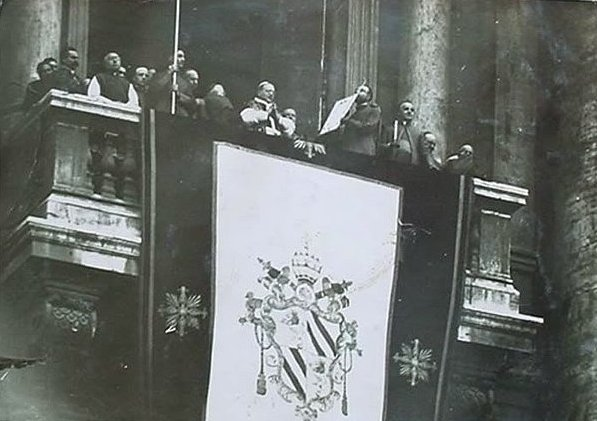
Il nuovo pontefice Pio XI si affaccia alla loggia il giorno della sua elezione. Sul drappo è ricamato lo stemma di papa Pio IX.

Achille Ratti fu eletto papa il 6 febbraio 1922 alla quattordicesima votazione di un conclave contrastato. Gli elettori erano in effetti divisi in due fazioni: da un lato i "conservatori", che puntavano sul cardinale Merry del Val (ex Segretario di Stato sotto papa Pio X), dall'altro i "liberali", riuniti nella preferenza per il Segretario di Stato uscente, cardinale Pietro Gasparri. La convergenza sul nome del cardinale lombardo risultò dunque frutto di un compromesso.
Una volta accettata l'elezione e scelto il nome pontificale, Pio XI, rivestito dell'abito corale, chiese di potersi affacciare dalla loggia esterna della basilica vaticana (in luogo di quella interna utilizzata dai suoi tre ultimi predecessori): la possibilità gli fu accordata e, una volta recuperato uno stendardo per adornare il balcone (nello specifico quello di Pio IX, il più recente tra quelli a disposizione), il nuovo pontefice poté presentarsi alla folla raccolta in Piazza San Pietro, alla quale impartì una semplice benedizione Urbi et Orbi, senza tuttavia pronunziare alcuna parola.
La scelta di presentarsi con lo sguardo rivolto verso la città di Roma e non entro le mura vaticane indicò la sua volontà di risolvere la questione romana, con l'irrisolto conflitto tra i suoi ruoli di capitale d'Italia e sede del potere temporale del papa. Significativamente, dagli astanti accorsi dinnanzi alla basilica petrina si levò il grido Viva Pio XI! Viva l'Italia!.

### Pontificato

#### Encicliche

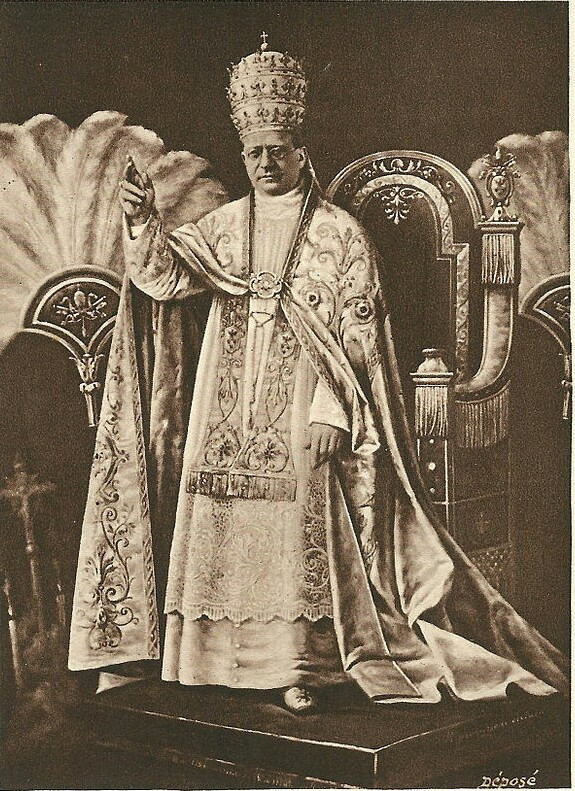
Papa Pio XI in sedia gestatoria, con il triregno

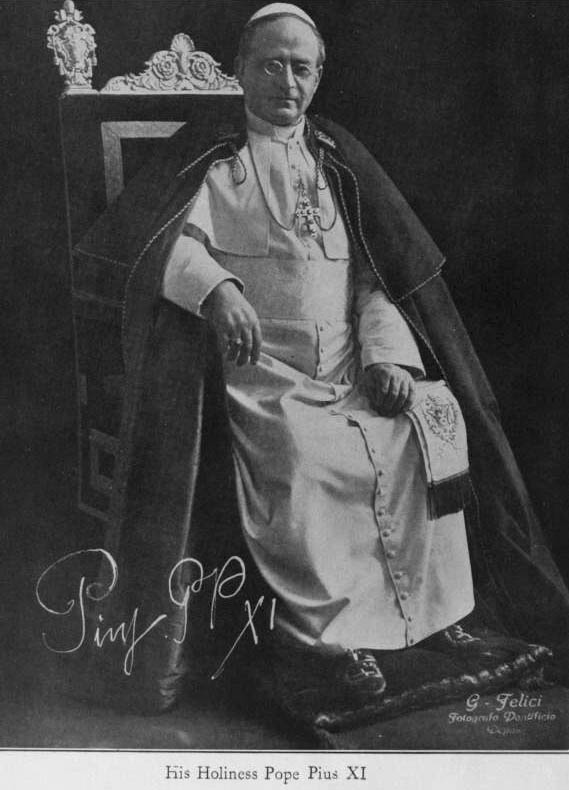
Pio XI sulla sedia gestatoria indossa il tabarro e la talare bianca

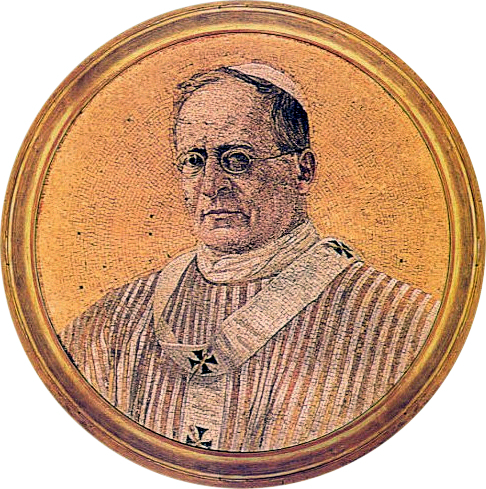
Rodolfo Villani, Ritratto di Pio XI nella Basilica di San Paolo fuori le Mura

La sua prima enciclica Ubi arcano Dei consilio, del 23 dicembre 1922, manifestò il programma del suo pontificato, peraltro ben riassunto nel suo motto "pax Christi in regno Christi", la pace di Cristo nel Regno di Cristo. Detto altrimenti, a fronte della tendenza a ridurre la fede a questione privata, papa Pio XI pensava invece che i cattolici dovessero operare per creare una società totalmente cristiana, nella quale Cristo regnasse su ogni aspetto della vita. Egli intendeva dunque costruire una nuova cristianità che, rinunciando alle forme istituzionali dell'Ancien Régime, si sforzasse di muoversi nel seno della società contemporanea. Nuova cristianità che soltanto la Chiesa cattolica costituita da Dio e interprete delle verità rivelate era in grado di promuovere.
Questo programma fu completato dalle encicliche Quas primas (11 dicembre 1925), con la quale fu pure istituita la festa di Cristo Re e Miserentissimus Redemptor (8 maggio 1928), sul culto del Sacro Cuore.
In campo morale, le sue encicliche più importanti sono ricordate come le "quattro colonne". Nella Divini Illius Magistri del 31 dicembre 1929 sancisce il diritto della famiglia di educare i figli, come diritto originario e anteriore a quello dello Stato. Nella Casti Connubii del 31 dicembre 1930 ribadisce la dottrina tradizionale il sacramento del matrimonio: i primi doveri degli sposi devono essere la reciproca fedeltà, il mutuo e caritatevole amore e la retta e cristiana educazione della prole. Dichiarò moralmente illecita l'interruzione di gravidanza mediante aborto e, all'interno delle relazioni coniugali, ogni rimedio per evitare la procreazione. In campo sociale intervenne con l'enciclica Quadragesimo Anno, che celebrava il quarantesimo anniversario della Rerum Novarum di papa Leone XIII, insegnando che «per evitare l'estremo dell'individualismo da una parte, come del socialismo dall'altra, si dovrà soprattutto avere riguardo del pari alla doppia natura, individuale e sociale propria, tanto del capitale o della proprietà, quanto del lavoro». Questi tre temi, educazione cristiana, matrimonio e dottrina sociale, sono riassunti nell'enciclica Ad Catholici Sacerdotii del 20 dicembre 1935 sul sacerdozio cattolico «Il sacerdote è, per vocazione e mandato divino, il precipuo apostolo e l'indefesso promotore dell'educazione cristiana della gioventù; il sacerdote in nome di Dio benedice il matrimonio cristiano e ne difende la santità ed indissolubilità contro gli attentati e le deviazioni suggerite dalla cupidigia e dalla sensualità; il sacerdote porta il più valido contributo alla soluzione o almeno alla mitigazione dei conflitti sociali, predicando la fratellanza cristiana, a tutti ricordando i mutui doveri della giustizia e della carità evangelica, pacificando gli animi inaspriti dal disagio morale ed economico, additando ai ricchi e ai poveri gli unici beni a cui tutti possono e devono aspirare».

Trattò della natura della Chiesa nell'enciclica Mortalium Animos del 6 gennaio 1928, ribandendo l'unità della Chiesa sotto la guida del Romano Pontefice: 
Esponendo che l'unità della Chiesa non possa avvenire a danno della fede, auspica il ritorno alla Chiesa cattolica dei cristiani separati. Invece vieta la partecipazione dei cattolici ai tentativi di stabilire una Chiesa pancristiana, per non dare «autorità ad una falsa religione cristiana, assai lontana dall'unica Chiesa di Cristo».
Secondo Roger Aubert con le sue encicliche Pio XI aveva elaborato una «teologia per la vita», trattando i grandi problemi di ordine morale e sociale.
Inoltre nel 1931 istituì la festa liturgica di Maria Santissima Madre di Dio 

#### Giubilei
Pio XI istituì un giubileo ordinario nel 1925 e uno straordinario nel diciannovesimo centenario della Redenzione (2 aprile 1933-2 aprile 1934).

#### Canonizzazioni e beatificazioni
Troncato, al primo d'oro, all'aquila di nero, membrata, armata imbeccata e lampassata di rosso, al secondo d'argento, a tre palle di rosso disposte due e una

#### In campo politico

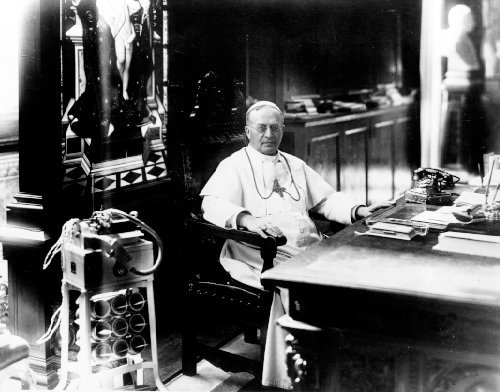
Pio XI nel suo studio

Pio XI normalizzò i rapporti con lo Stato italiano grazie ai Patti Lateranensi (Trattato e Concordato) dell'11 febbraio 1929, che ponevano fine alla cosiddetta "Questione Romana" e facevano tornare regolari i rapporti fra l'Italia e la Santa Sede. Il 7 giugno, a mezzogiorno, nasceva il nuovo Stato della Città del Vaticano, di cui il Sommo Pontefice era sovrano assoluto. Nello stesso periodo furono creati diversi Concordati con varie Nazioni europee.
Non pregiudizialmente ostile a Benito Mussolini, papa Ratti limitò fortemente l'azione del Partito Popolare favorendone lo scioglimento, e rinnegò ogni tentativo di Sturzo di ricostituire il partito. Ebbe però ad affrontare controversie e scontri con il fascismo a causa dei tentativi del regime di egemonizzare l'educazione della gioventù e per le ingerenze del regime nella vita della Chiesa. Emise l'enciclica Quas Primas dove veniva stabilita la festa di Cristo Re a ricordare il diritto della religione a pervadere tutti i campi della vita quotidiana: dallo Stato, all'economia, all'arte. Per richiamare i laici ad un maggiore coinvolgimento religioso, nel 1923 venne riorganizzata l'Azione Cattolica (di cui disse "questa è la pupilla dei miei occhi").
In campo missionario, si batté per l'integrazione con le culture locali invece dell'imposizione di una cultura occidentale. Pio XI fu estremamente critico anche con il ruolo passivo tenuto in campo sociale dal capitalismo. Nella sua enciclica Quadragesimo Anno del 1931 richiamò l'urgenza delle riforme sociali già indicate quaranta anni prima da papa Leone XIII, inoltre ribadì la condanna del liberalismo e di ogni forma di socialismo.

#### Economia
Pio XI ritornò più volte nell'enciclica sul legame fra moneta, economia e potere.
Nell'enciclica Quadragesimus annus affermò:
(Papa Pio XI, Quadragesimus Annus 106-9, 1931)

Nell'enciclica Divini Redemptoris Pio XI sviluppa riflessioni abbastanza consuete sulla necessità della sopportazione e della pazienza da parte dei poveri, che devono stimare più i beni spirituali che i beni e i godimenti terreni. E sui ricchi come amministratori di Dio, che devono dare ai poveri quello che loro avanza: 
(Papa Pio XI, Divini Redemptoris, 44-45, 1937)

#### Risoluzione della questione romana

Immagine commemorativa dei Patti Lateranensi. Da sinistra verso destra: Vittorio Emanuele III, papa Pio XI e Benito Mussolini

Il primo segno di apertura Pio XI lo aveva manifestato immediatamente dopo l'elezione.
Il novello pontefice - contrariamente ai suoi immediati predecessori Leone XIII, Pio X e Benedetto XV - decise di affacciarsi alla loggia esterna della Basilica Vaticana, cioè su piazza San Pietro, sia pur senza dire nulla, limitandosi a benedire la folla presente, mentre i fedeli di Roma gli rispondevano con applausi e grida di gioia. Il gesto "dovuto", ma che si verificava dopo i fatti del 20 settembre 1870, era da considerare di portata storica; ciò accadeva perché Pio XI era convinto che la fine del potere temporale, sia pure in maniera "violenta" era, per la missione della Chiesa nel mondo, la liberazione dalle catene delle passioni umane.
La Questione romana incontrava non solo le preoccupazioni e le speranze dei cattolici in Italia, ma anche di tutti i cattolici del mondo, tanto da indurre zelanti sacerdoti, peraltro missionari, come per esempio don Luigi Orione, a prendere iniziative personali e scrivere più volte al capo del governo fascista Benito Mussolini; altri sacerdoti intervennero con propri studi presso la Segreteria di Stato Vaticana, nella persona del delegato del papa, cardinale Pietro Gasparri.
L'11 febbraio 1929 il papa fu l'artefice della firma dei Patti Lateranensi tra il cardinale Pietro Gasparri e il governo fascista di Benito Mussolini, giunta al termine di un lungo processo negoziale per chiudere il più spinoso dossier tra l'Italia e la Santa Sede. Il 13 febbraio 1929 pronunciò un discorso agli studenti e ai docenti dell'Università Cattolica del Sacro Cuore di Milano, che passò alla storia per una definizione, secondo cui Mussolini sarebbe stato «un uomo [...] che la Provvidenza Ci ha fatto incontrare».

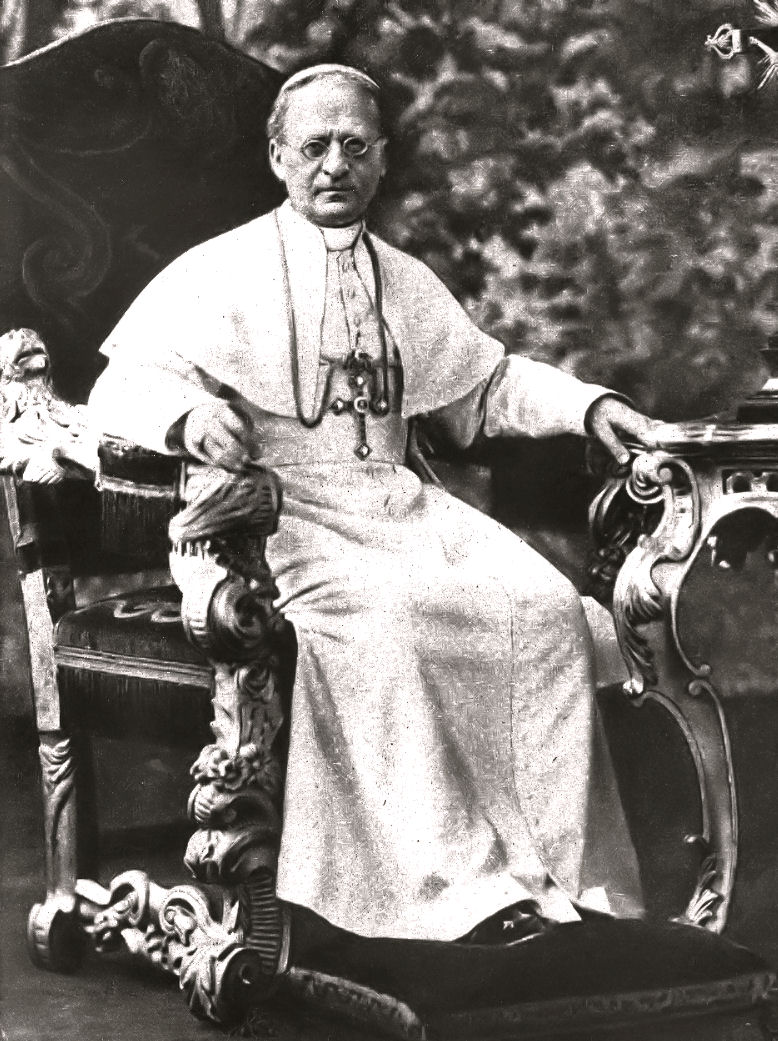
Pio XI nel 1925

Malgrado questo, nella sua enciclica Non Abbiamo Bisogno di due anni dopo, Pio XI definì il fascismo, il cui fondatore era notoriamente Mussolini, come «statolatria pagana». La Santa Sede con la firma di un concordato con uno Stato non necessariamente ne approva la politica, come confermato ad esempio da Pio XII nella sua allocuzione nel concistoro del 2 giugno 1945 (AAS 37 pag. 152) a riguardo del nazismo.
Già nel 1922, prima della sua elezione a Papa nel febbraio dello stesso anno, in occasione di un'intervista concessa al giornalista francese Luc Valti (pubblicata integralmente nel 1937 su L'illustration), il cardinale Achille Ratti aveva dichiarato a proposito di Mussolini:
Nell'agosto 1923 Ratti confidò all'ambasciatore del Belgio che Mussolini “non è certo Napoleone, e forse neppure Cavour. Ma lui solo ha compreso di che cosa il suo paese abbia bisogno per uscire dall'anarchia in cui un parlamentarismo impotente e tre anni di guerra l'hanno gettato. Voi vedete come abbia trascinato con sé la Nazione. Possa essergli concesso di portare l'Italia alla sua rinascita”.
Il 31 ottobre 1926 l'adolescente Anteo Zamboni aveva sparato a Mussolini, a Bologna, mancando il bersaglio. Papa Ratti intervenne condannando «tale criminale attentato il cui solo pensiero ci rattrista [...] e ci fa rendere grazie a Dio del suo fallimento». L'anno successivo Pio XI esaltò Mussolini come l'uomo «il quale con tanta energia governa le sorti del paese, da fare giustamente ritenere pericolare il paese stesso ogni qualvolta pericola la sua persona. Il pronto e quasi visibile intervento della Divina Provvidenza faceva sì che quella prima tempesta poté subito venir sorpassata da un vero uragano di giubilo, di rallegramenti, di azioni di grazie, per lo scampato pericolo per la perfetta, e, si può ben dire, portentosa incolumità di chi ne doveva essere la vittima», esprimendo altresì «indignazione e orrore» per l'attentato.

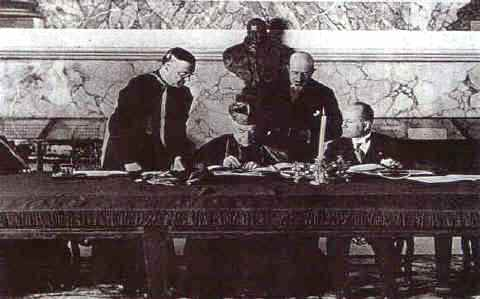
Il cardinale Pietro Gasparri e Mussolini firmano i Patti Lateranensi

Con i Patti Lateranensi, stipulati nel palazzo di San Giovanni in Laterano e costituiti da due atti distinti (Trattato e Concordato), veniva messa la parola fine alla freddezza e ostilità fra i due poteri, durate per cinquantanove anni. Con lo storico trattato veniva data alla Santa Sede la sovranità sullo Stato della Città del Vaticano, riconoscendolo come soggetto di diritto internazionale, in cambio dell'abbandono da parte della Santa Sede di pretese territoriali sul precedente Stato Pontificio; mentre la Santa Sede riconosceva il Regno d'Italia con la capitale a Roma. A compensazione delle perdite territoriali e come supporto nel periodo transitorio, il governo garantiva (Convenzione finanziaria, allegata al Trattato) un trasferimento di denaro consistente in 750 milioni di lire in contanti e di un miliardo in titoli di Stato al 5 per cento che, investito da Bernardino Nogara sia in immobili sia in attività produttive, pose le basi per l'attuale struttura economica del Vaticano.
Il trattato richiamava inoltre l'articolo 1 dello Statuto Albertino, riaffermando la religione cattolica come la sola religione dello Stato. I Patti Lateranensi imponevano ai vescovi di giurare fedeltà allo Stato italiano, ma stabilivano alcuni privilegi per la Chiesa cattolica: al matrimonio religioso venivano riconosciuti effetti civili e le cause di nullità ricadevano sotto i tribunali ecclesiastici; l'insegnamento della dottrina cattolica, definita “fondamento e coronamento dell'istruzione pubblica”, diventava obbligatorio nelle scuole elementari e medie; i preti spretati o colpiti da censura ecclesiastica non potevano ottenere o conservare alcun impiego pubblico nello Stato italiano. Per il regime fascista i Patti Lateranensi costituirono una preziosa legittimazione.
In segno di riconciliazione, nel luglio successivo, il papa uscì in processione eucaristica solenne in piazza San Pietro. Un avvenimento del genere non accadeva dai tempi di Porta Pia. La prima uscita dal territorio della Città del Vaticano avvenne invece il 21 dicembre dello stesso anno quando, di primissima mattina, il pontefice si recò, scortato da poliziotti italiani in bicicletta, alla basilica di San Giovanni in Laterano, per prendere ufficialmente possesso della sua cattedrale. Nel 1930 - a un anno di distanza dalla firma dei Patti Lateranensi - l'anziano cardinal Pietro Gasparri si dimise, venendo sostituito dal cardinale Eugenio Pacelli, futuro papa Pio XII.

#### Questione messicana
Un'altra spina per papa Ratti fu rappresentata dalla politica fortemente anticlericale del governo messicano. Già nel 1914 si iniziarono vere persecuzioni nei confronti del clero e fu proibito ogni culto religioso (conseguentemente furono chiuse anche le scuole cattoliche). La situazione peggiorò nel 1917 sotto la presidenza di Venustiano Carranza. Nel 1922 il nunzio apostolico fu espulso dal Messico. Le persecuzioni contro i cristiani portarono alla rivolta dei "cristeros" il 31 luglio 1926 a Oaxaca. Nel 1928 si sancì un accordo che riammetteva il culto cattolico, ma non essendo stati rispettati i termini dell'accordo Pio XI condannò tali misure nel 1933 con l'enciclica Acerba Animi. Rinnovò la condanna nel 1937 con l'enciclica Firmissimam Constantiam.

#### Rapporti con il mondo della scienza

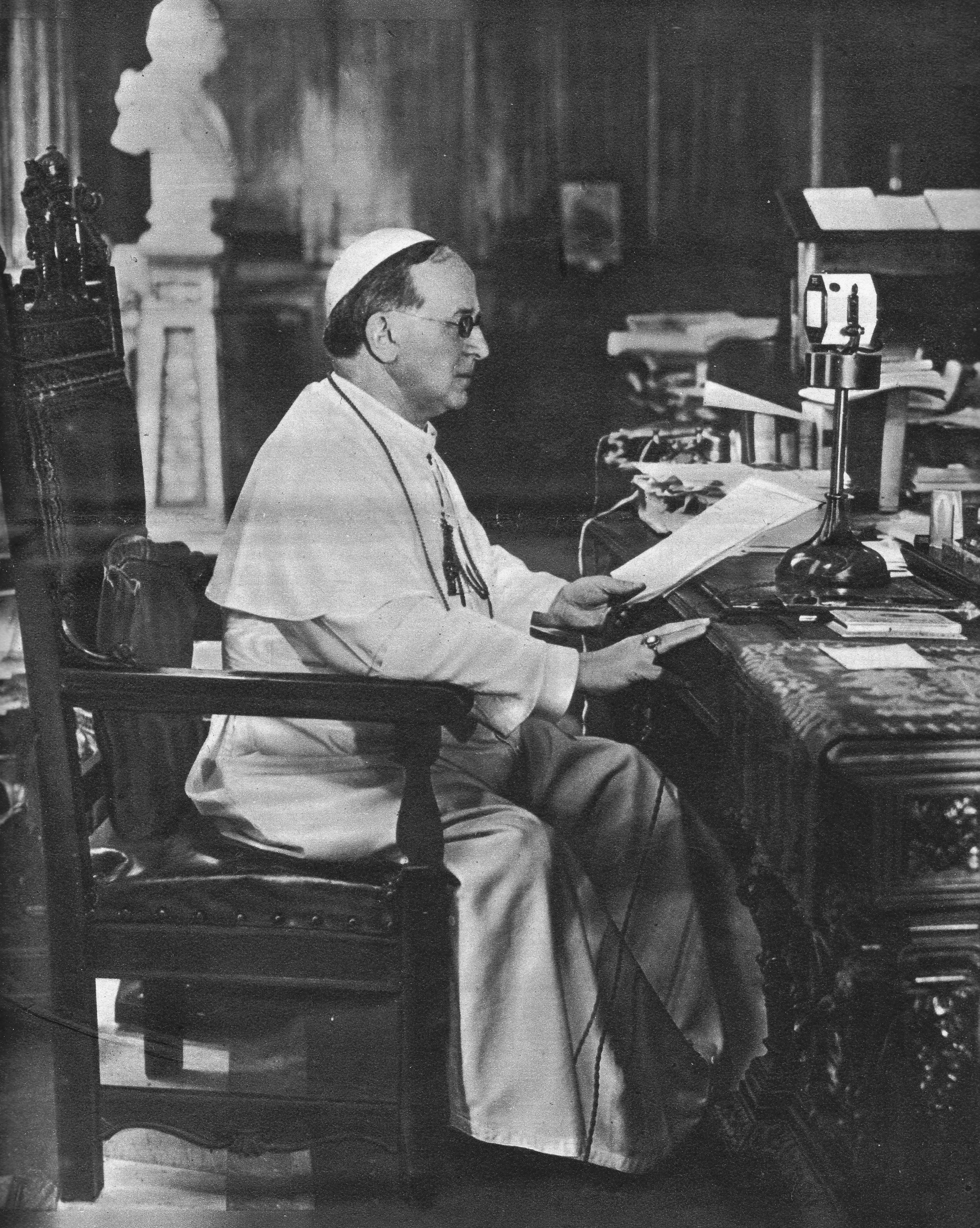
Roma, Pio XI legge alla radio il messaggio per il Congresso eucaristico di Dublino del 1932

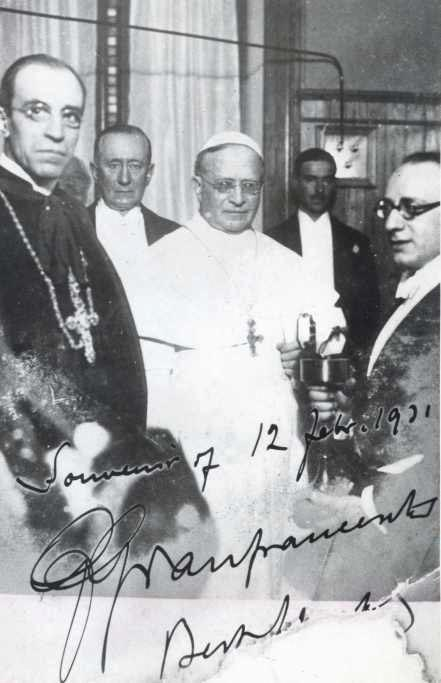
Papa Pio XI e Guglielmo Marconi inaugurano la nuova Radio Vaticana. Sulla sinistra, il cardinale Eugenio Pacelli, futuro papa Pio XII

Appassionato delle scienze fin dalla gioventù e attento osservatore dello sviluppo tecnologico, fondò la Radio Vaticana avvalendosi della collaborazione di Guglielmo Marconi, modernizzò la Biblioteca Vaticana e ricostituì con la collaborazione di padre Agostino Gemelli nel 1936 la Pontificia Accademia delle Scienze, ammettendovi anche personalità non cattoliche e pure non credenti.
Fu interessato ai nuovi mezzi di comunicazione: fece installare una nuova centralina telefonica in Vaticano e sebbene personalmente si servisse poco del telefono, fu uno dei primi utilizzatori della telecopia, un'invenzione del francese Édouard Belin che permetteva di trasmettere fotografie a distanza attraverso la rete telefonica o telegrafica. Nel 1931 in risposta ad un messaggio scritto e ad una fotografia inviategli da Parigi dal cardinale Verdier inviò una sua fotografia appena scattata.
L'utilizzo che fece della radio fu invece più frequente, sebbene non molti riuscissero ad intendere i suoi messaggi radiofonici, di norma pronunciati in latino.

### La morte ed il discorso scomparso

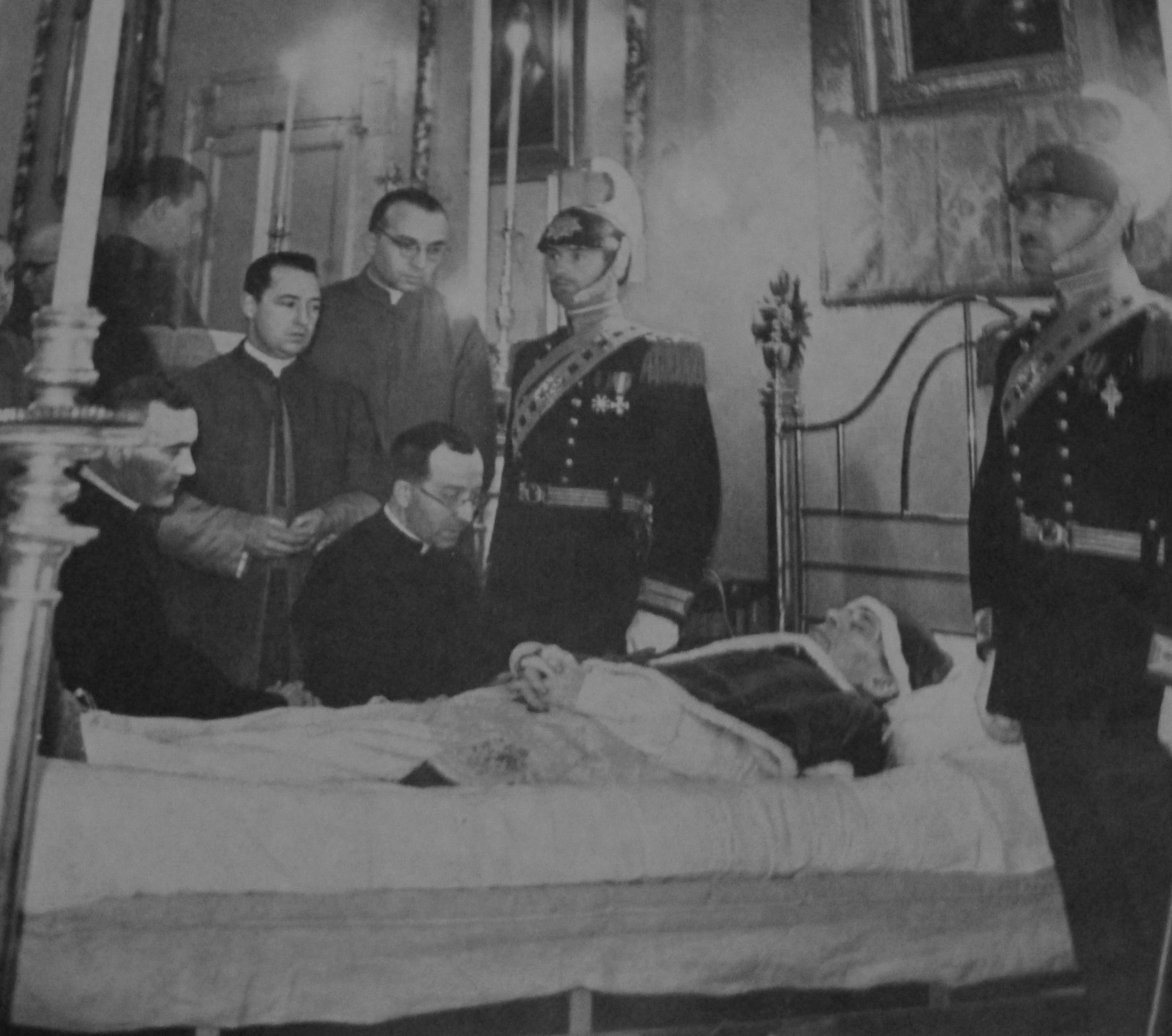
La salma del Pontefice, appena composta

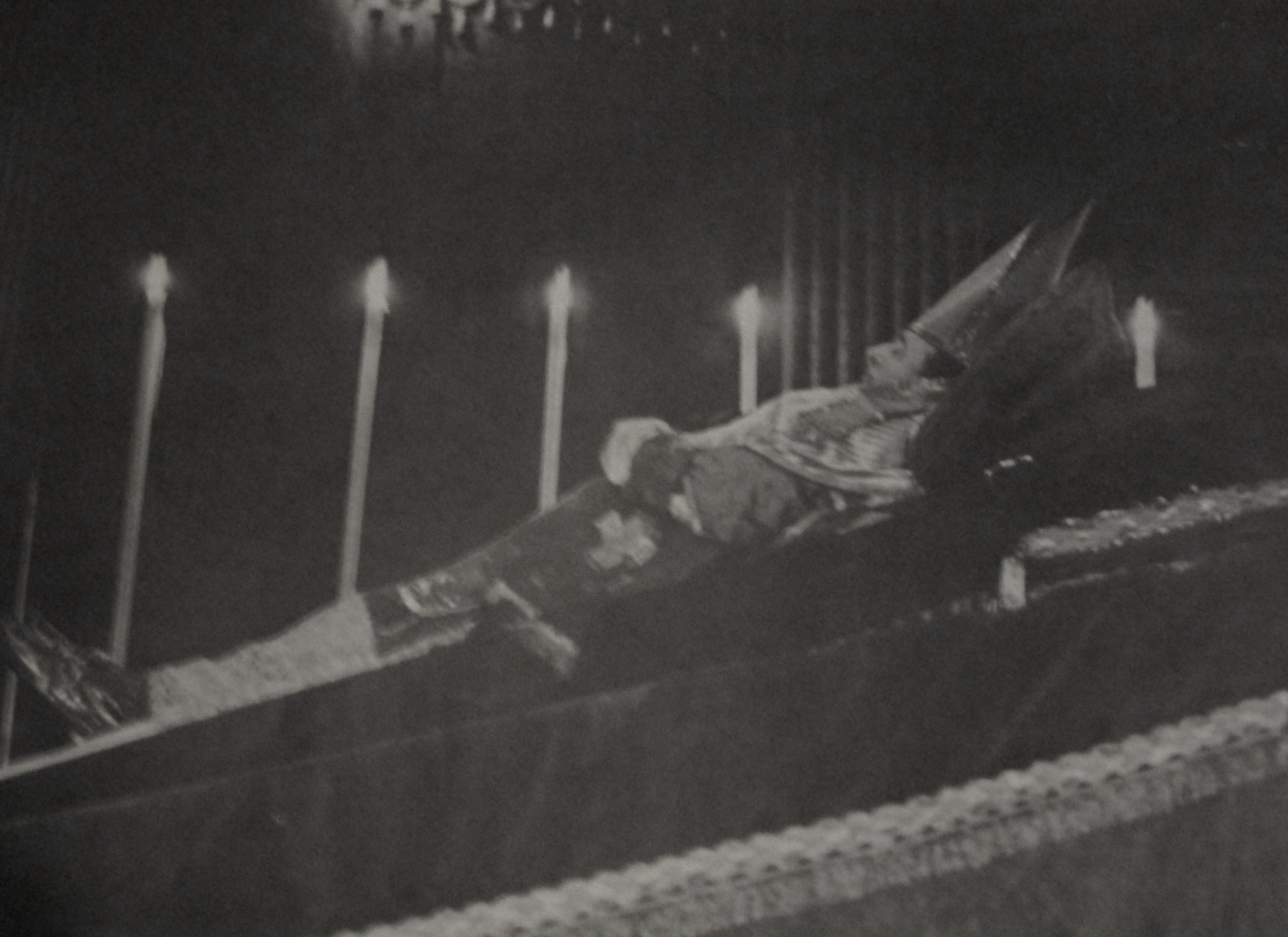
Il corpo del papa esposto

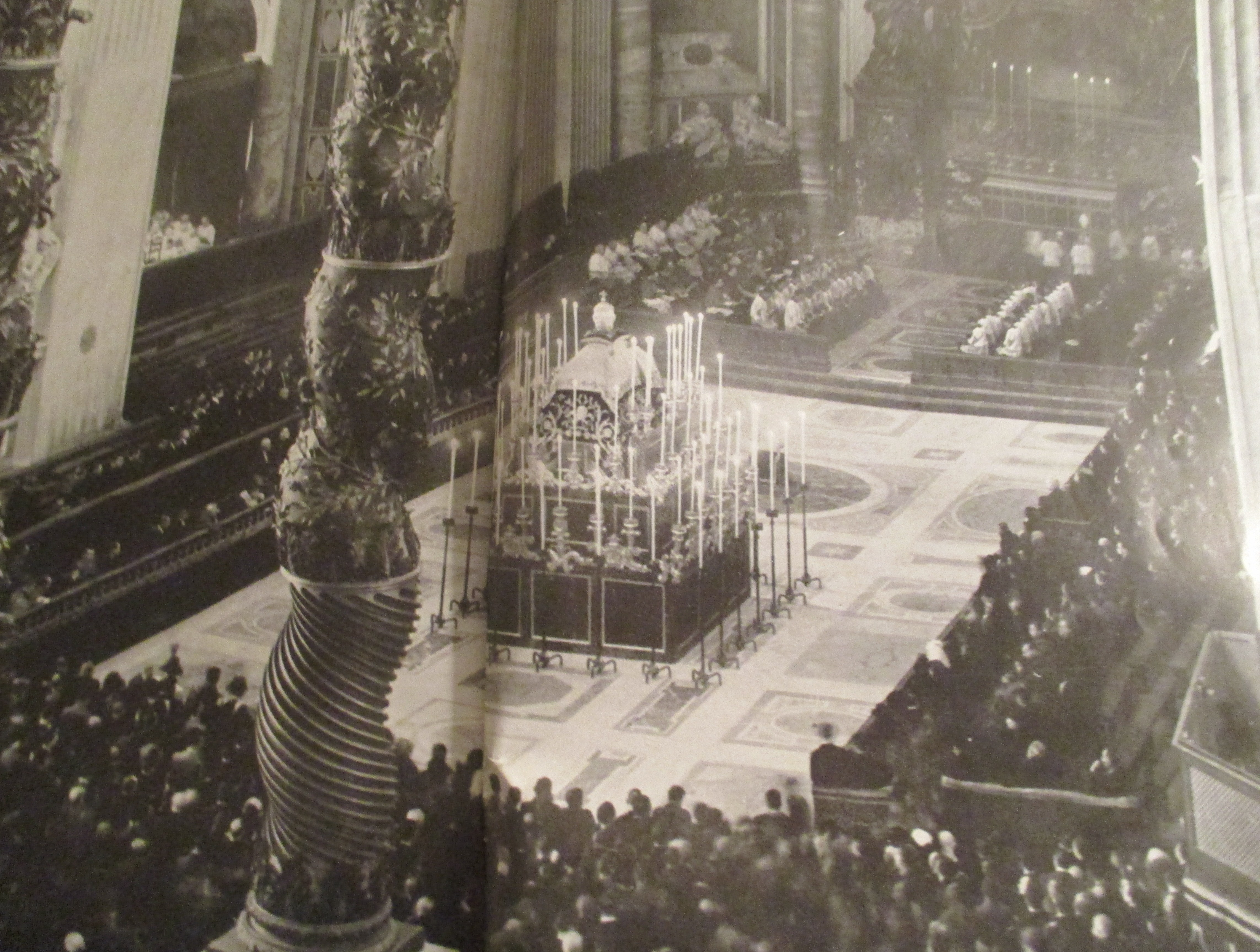
Le esequie

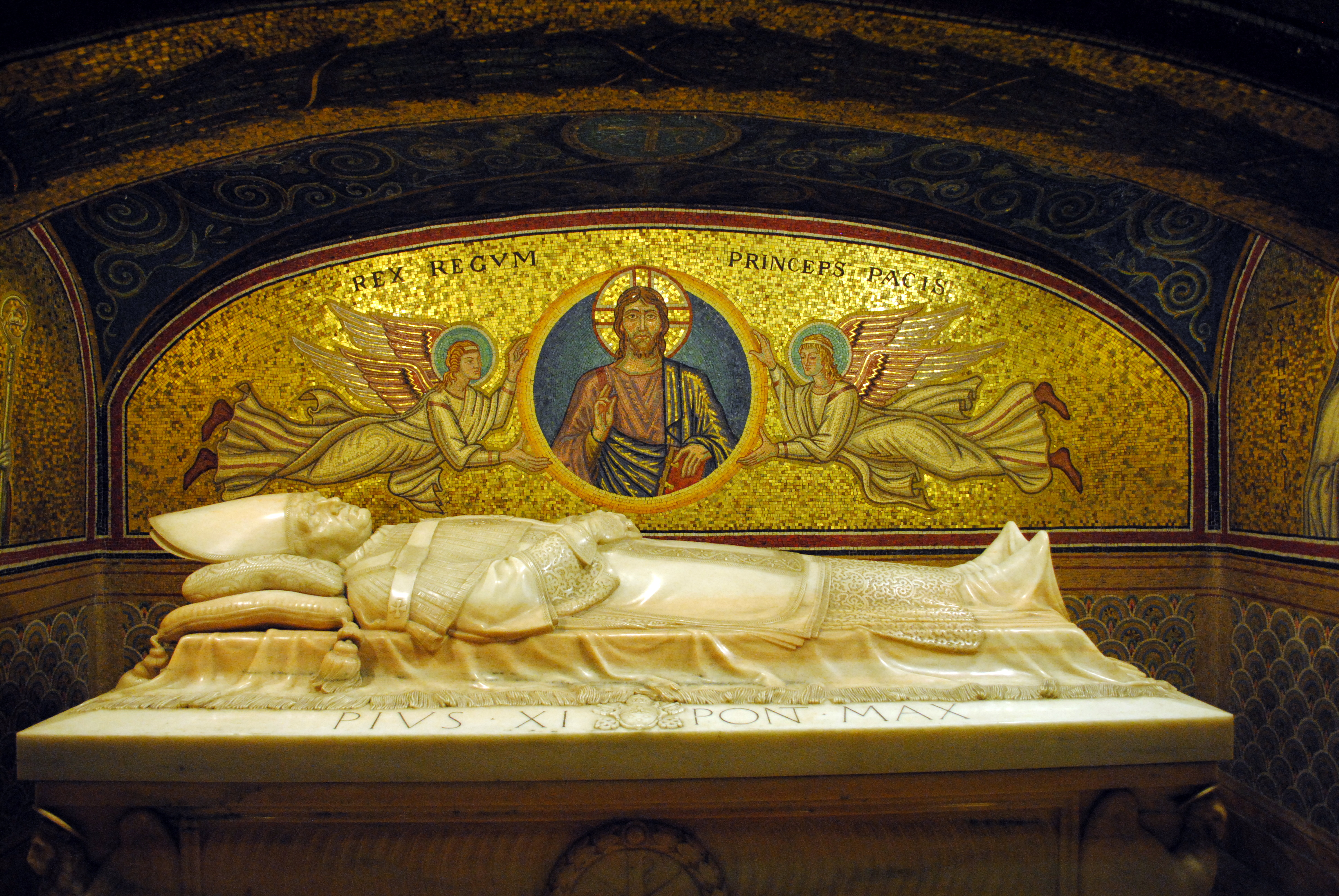
Tomba di papa Pio XI nelle Grotte Vaticane.

Nel febbraio 1939 Pio XI convocò a Roma tutto l'episcopato italiano in occasione del I decennale della "conciliazione" con lo Stato Italiano, del XVII anno del suo pontificato e il 60º anno del suo sacerdozio. Nei giorni 11 e 12 febbraio egli avrebbe pronunciato un importante discorso, preparato da mesi, che sarebbe stato il suo testamento spirituale e dove, probabilmente, avrebbe denunciato la violazione dei Patti Lateranensi da parte del governo fascista e le persecuzioni razziali in Germania. Tale discorso è rimasto segreto fino al pontificato di papa Giovanni XXIII quando nel 1959 vennero pubblicate alcune parti. Egli infatti morì per un attacco cardiaco dopo una lunga malattia, nella notte del 10 febbraio 1939. È ormai assodato che il testo del discorso fu fatto distruggere per ordine di Pacelli, al tempo Cardinal Segretario di Stato e responsabile di gestire il Vaticano nell'attesa della nomina di un nuovo papa.
Nel settembre 2008, un congresso organizzato a Roma dalla Pave The Way Foundation sull'operato di Pio XII nei confronti degli ebrei ha riportato la questione dei rapporti tra il Vaticano e le dittature totalitarie nell'interesse dei media. Un'ex dirigente della Federazione Universitaria Cattolica Italiana, Bianca Penco (vicepresidente della federazione tra il 1939 e il 1942 e presidente nazionale insieme a Giulio Andreotti e Ivo Murgia tra il 1942 e il 1947), ha rilasciato un'intervista al quotidiano Il Secolo XIX in cui parla della questione. Secondo il racconto della Penco, Pio XI avrebbe ricevuto alcuni esponenti di spicco della federazione nel febbraio del 1939, annunciando a questi che aveva preparato un discorso che era intenzionato a tenere l'11 febbraio, in occasione del decennale del Concordato: questo discorso sarebbe stato critico nei confronti del nazismo e del fascismo, e avrebbe anche contenuto riferimenti alle persecuzioni dei cristiani che in quegli anni avvenivano in Germania.

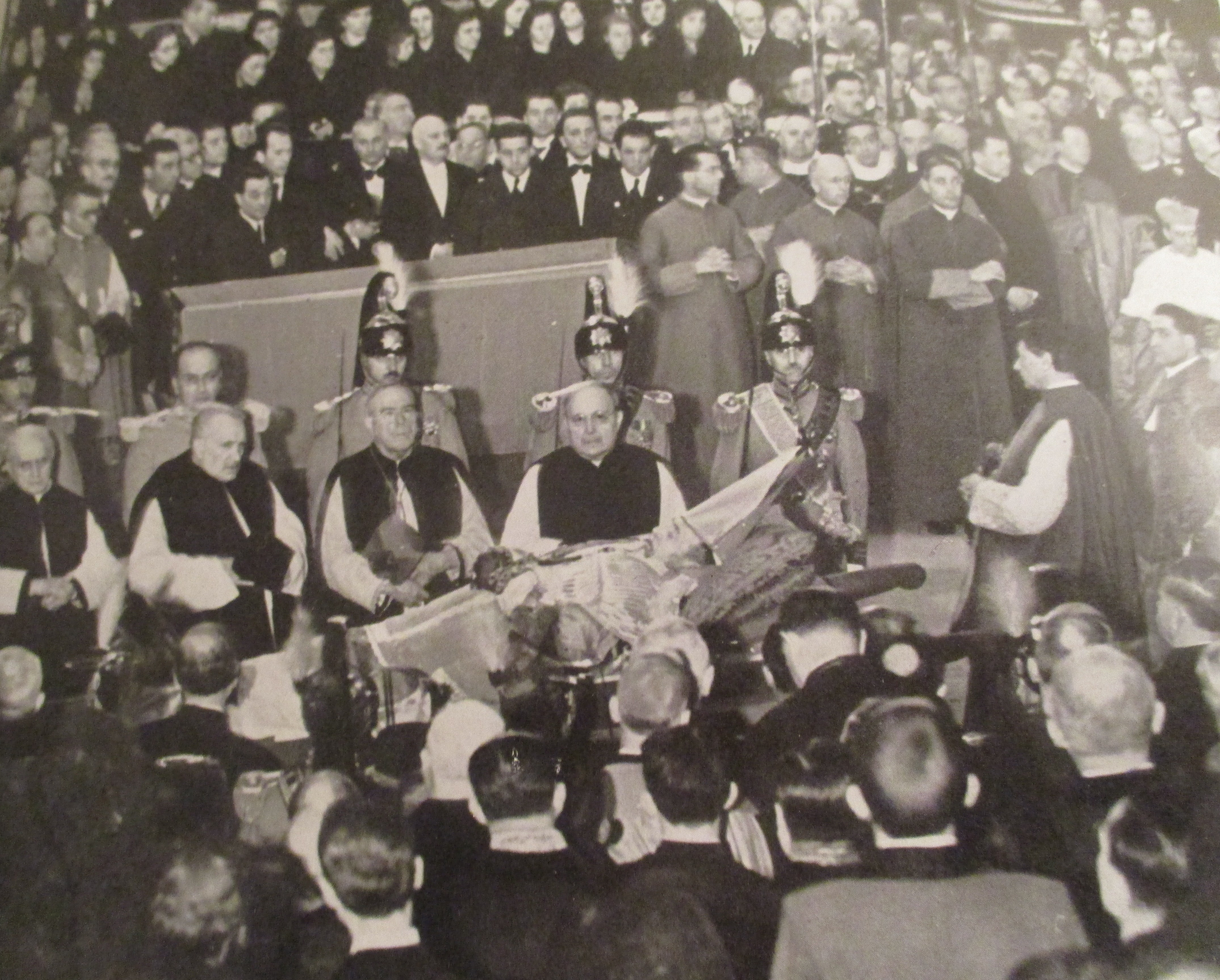
Funerali di Pio XI, fotografia pubblicata su L'Illustration, numero speciale del febbraio 1939 dedicato alla morte del papa. Nella fotografia, le spoglie del pontefice sono deposte a lato del Vangelo nell'abside della Basilica di San Pietro, prima di essere deposte nella bara

Il papa, secondo l'intervista, avrebbe dovuto anche annunciare un'enciclica contro l'antisemitismo, intitolata Humani generis unitas. Ma Achille Ratti morì la notte prima, il 10 febbraio e Pacelli, al tempo Cardinal Segretario di Stato e dopo poco meno di un mese eletto al pontificato come papa Pio XII, avrebbe deciso di non divulgare il contenuto di questi documenti. La Penco afferma anche che dopo la morte di papa Ratti, alle richieste dei rappresentanti della FUCI di avere informazioni sul destino del discorso che avevano potuto osservare in anteprima, l'esistenza stessa di questo sarebbe stata negata.. In realtà, la cosiddetta "enciclica nascosta" era già stata commissionata da Pio XI al gesuita LaFarge e ad altri due estensori. Lo schema di enciclica, a causa del ritardo con cui arrivò a Pio XI, non trovò papa Ratti nelle condizioni di salute idonee affinché potesse leggerla e promulgarla. Infatti morì pochi giorni dopo che lo schema pervenne sul suo tavolo.
Pio XII, suo successore, non ritenne di promulgarla non certo per simpatie verso il fascismo e il nazismo, ma perché quello schema di enciclica conteneva, insieme a una chiara e netta condanna di ogni forma di razzismo e in particolare del razzismo antisemita, anche una riconferma del tradizionale antigiudaismo teologico che, sebbene nulla avesse a che fare, come ritiene la studiosa ebrea Anna Foa, con l'antisemitismo moderno le cui origini sono invece darwiniane, positiviste e teosofiche, avrebbe potuto essere facilmente strumentalizzato dal regime nazista. Se papa Pacelli avesse pubblicato integralmente quello schema di enciclica, sarebbe stato poi accusato di avere prestato argomenti teologici al razzismo hitleriano. Invece, Pio XII, ad ulteriore dimostrazione della sua ferma opposizione al nazismo e ad ogni forma di razzismo, riprese la parte antirazzista di quella "enciclica nascosta" e la inserì nella sua prima enciclica, quella contenente il programma del suo appena iniziato pontificato, la Summi Pontificatus del 1939.
Sulla base di un presunto memoriale del cardinale Eugène Tisserant ritrovato nel 1972, prese corpo la leggenda che Pio XI fosse stato avvelenato per ordine di Benito Mussolini, il quale avendo avuto sentore della possibilità di essere condannato e forse scomunicato avrebbe incaricato il medico Francesco Saverio Petacci, padre di Clara Petacci, di avvelenare il Pontefice. Questa teoria venne seccamente smentita dal cardinale Carlo Confalonieri, segretario personale di Pio XI. Questa teoria è stata inoltre esclusa dalla studiosa Emma Fattorini, reputando la tesi come un eccesso di immaginazione che non ritrova il minimo riscontro nell'attuale documentazione.

## Aspetti controversi

### Rapporti con il Partito Popolare Italiano

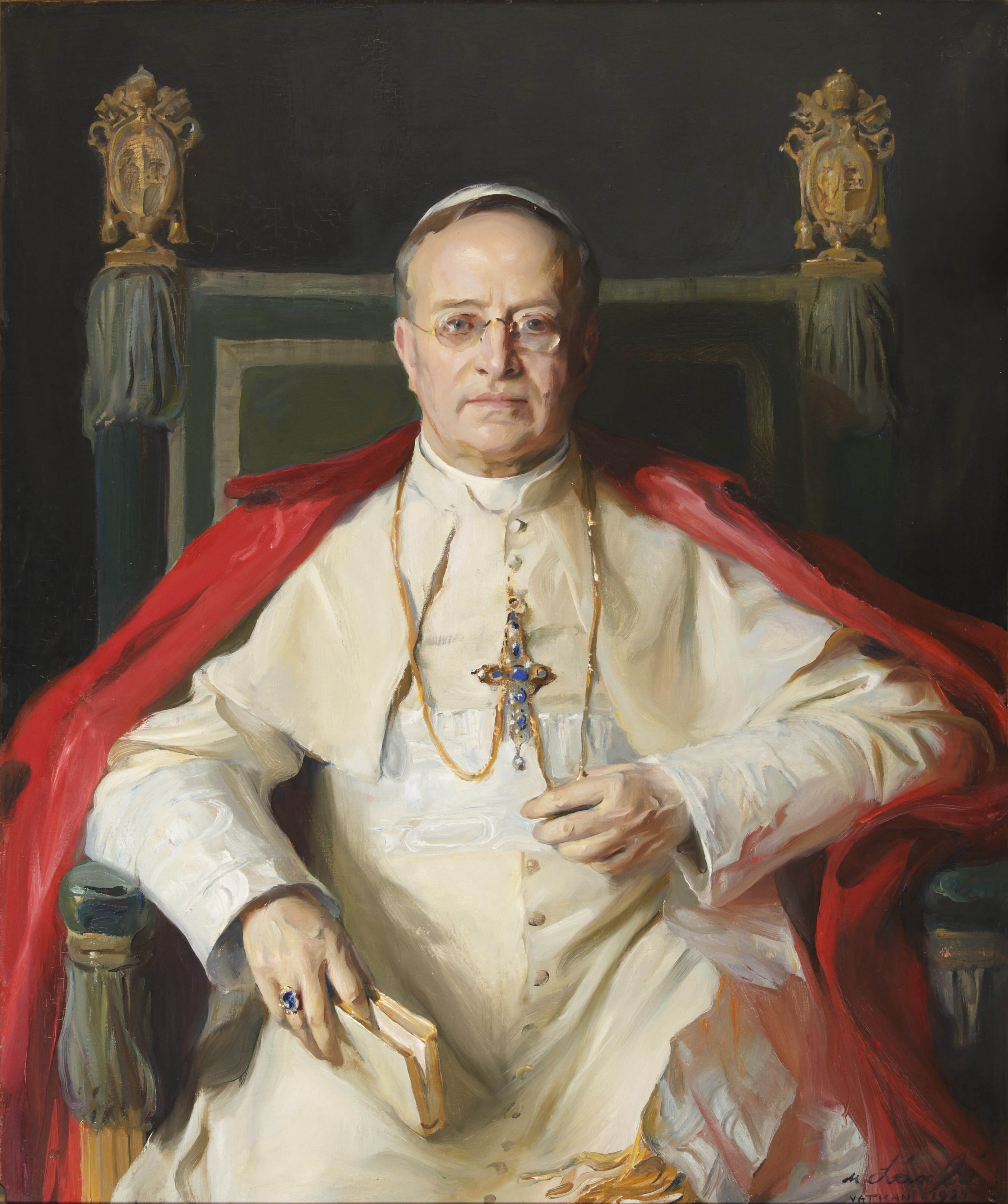
Philip Alexius de László, Ritratto di Papa Pio XI, 1925

Il 2 ottobre 1922, poco prima dell'avvento del fascismo in seguito alla Marcia su Roma, papa Ratti inviò un documento in cui invitò tutti gli ecclesiastici a non collaborare con nessun partito politico, neanche con quelli di matrice cattolica. In particolare dagli archivi è stata ritrovata la lettera, in cui si invitava don Luigi Sturzo a rassegnare le dimissioni dalla carica di segretario del Partito Popolare Italiano, dimissioni date effettivamente il 10 luglio 1923. Dopo le dimissioni di Sturzo, Mussolini poté affermare che questi era l'uomo sbagliato dentro un partito di "cattolici che invece desiderano il bene dello Stato". Il Partito Popolare Italiano entrò in una profonda crisi che ne indebolì le posizioni in Parlamento e nel paese. Nel 1926 il partito fu poi ufficialmente dichiarato disciolto. Il Papa aveva sempre nutrito scarsa fiducia nei partiti politici di qualunque orientamento e riteneva più giusto mantenere rapporti direttamente con gli Stati sovrani, soprattutto in Italia, dove il Partito Nazionale Fascista poteva mostrare una certa affinità ideologica sotto certi aspetti (garantendo il rispetto dei valori cari alla Chiesa cattolica tramite la restaurazione dell'ordine e dell'autorità) e inoltre si era dimostrato pronto a collaborare.
Nell'ottobre 1938 nacque un contenzioso a Bergamo tra il federale locale e l'Azione Cattolica: Achille Starace intervenne rimuovendo il federale, ma ottenendo in cambio la rimozione di alcuni responsabili dell'Azione Cattolica già membri del Partito Popolare Italiano. Lo stesso Pontefice mostrò meraviglia per il fatto che costoro fossero stati chiamati ai vertici locali dell'associazione.

### Rapporti con il regime fascista
Achille Ratti diventa papa nel febbraio del 1922. La Questione romana è ancora aperta e il papa come primo atto del suo pontificato decide d'impartire la benedizione apostolica dalla loggia centrale della basilica di San Pietro, rimasta chiusa in segno di protesta sin dalla breccia di Porta Pia. Nove mesi dopo l'elezione di Pio XI ascese al potere Benito Mussolini. Già il 6 agosto Pio XI aveva scritto ai vescovi italiani in occasione dei tumultuosi scioperi e delle violenze fasciste, condannando le «passioni di parte» e le esasperazioni che portano «ora da una parte, ora dall'altra, a sanguinose offese». Questo atteggiamento neutrale fu ribadito il 30 ottobre, due giorni dopo la Marcia su Roma, quando L'Osservatore Romano scrisse che il papa «si tiene al di sopra delle parti, ma rimane la guida spirituale che sempre presiede ai destini delle nazioni».
Sono anni quelli in cui da entrambe le parti, quella italiana e quella vaticana, si tenta di giungere a una pacificazione, pacificazione che effettivamente si avrà con la firma dei Patti Lateranensi nel 1929. Dopo il 1929 i rapporti tra la Santa Sede e il Governo italiano non furono tuttavia privi di tensioni, anche molto gravi; in effetti le relazioni tra il Vaticano e il Fascismo durante il pontificato di Pio XI furono contrassegnate da alti e bassi. Dal 1922 al 1927 Pio XI cercò di mantenere un atteggiamento di collaborazione con le autorità italiane, pur disapprovando l'involuzione autoritaria dello Stato:
- attribuendo ai più bassi livelli gerarchici la responsabilità delle aggressioni fasciste alle organizzazioni cattoliche e ad alcuni esponenti cattolici;
- limitando le proteste verso gli attentati e la violenza fascista solo agli episodi che coinvolgevano i cattolici (verso le altre vittime dello squadrismo il silenzio è completo);
- imponendo a don Luigi Sturzo le dimissioni dal Partito Popolare Italiano alla vigilia della discussione alla Camera dei deputati della riforma elettorale;
- in seguito all'omicidio di don Giovanni Minzoni ad opera di squadristi capitanati da Italo Balbo non protesta come ci si sarebbe potuti attendere, preoccupandosi di mantenere buoni rapporti con il governo fascista[60];
- cercando, all'interno del regime fascista, di ottenere i massimi privilegi possibili per negoziare con il governo una norma che avrebbe dovuto regolare il contenzioso lungo 59 anni (i Patti Lateranensi);
- condannando l'attentato compiuto da Zamboni contro Mussolini, definendolo: "criminale attentato il cui solo pensiero ci rattrista... e ci fa rendere grazie a Dio per il suo fallimento".

Nel concistoro del 14 dicembre 1925 Pio XI fece un bilancio dei rapporti con il regime fascista:
Nel 1926 alcuni incidenti opposero i cattolici ai militanti fascisti: ad esempio vi furono scontri in occasione della processione dell'ottava del Corpus Domini a Livorno e in agosto altri incidenti gravi con un morto a Mantova e a Macerata. Il vescovo di Macerata scrisse a Pio XI per denunciare l'inerzia delle autorità nel reprimere gli scontri: questi rispose annullando per protesta il congresso internazionale dei ginnasti cattolici, che si sarebbe dovuto svolgere a Roma. Secondo lo storico Yves Chiron «Pio XI ha sempre reagito quando militanti fascisti o lo stesso governo italiano hanno attentato agli interessi della Chiesa o alla vita sociale e religiosa dei cattolici. Ma aveva anche il desiderio, come Mussolini, di risolvere la questione romana».
All'indomani della firma dei Patti Lateranensi, Pio XI indicò Mussolini come un "uomo che la Provvidenza ci ha fatto incontrare", poi interpretato come "L'uomo della Provvidenza"; le parole esatte furono:
Secondo Vittorio Messori, con queste parole Pio XI intendeva affermare che Mussolini non aveva i pregiudizi che avevano portato tutti i precedenti negoziatori a rifiutare qualsiasi accordo che prevedesse una sovranità territoriale per la Santa Sede.
Secondo gli antifascisti l'accordo costituì una grande vittoria morale del fascismo che diede legittimazione politica al regime e permise di ampliarne il consenso. Secondo gli intellettuali liberali, e segnatamente Benedetto Croce e Luigi Albertini, il senatore fascista professor Vittorio Scialoja (che ne avversarono in Senato l'approvazione) con i Patti Lateranensi lo Stato rinunciava al principio dell'uguaglianza di tutti i cittadini di fronte alla legge. Secondo i democratici cristiani e piccoli nuclei cattolici i Patti costituirono un forte momento di crisi, in quanto questi esponenti politici ritenevano inconcepibile l'alleanza tra la Chiesa cattolica e un regime incompatibile con i principi cristiani.
Già prima del 1929 il regime fascista non mancò d'interferire pesantemente in questioni di primaria importanza per la dottrina cattolica, in primo luogo l'educazione della gioventù.
Con la nascita nel 1923 dell'ONB (Opera Nazionale Balilla) erano state sciolte tutte le organizzazioni a carattere o inquadramento militare. Alcuni prefetti applicarono questa classificazione anche ai gruppi scout, nonostante spesso le autorità ecclesiastiche intervenissero in loro difesa, e molte camicie nere cominciarono a compiere atti di violenza contro appartenenti a gruppi scout, compreso l'omicidio ad Argenta di don Giovanni Minzoni, fondatore del gruppo scout locale. Per poter arginare i comportamenti fascisti nel 1924 l'Associazione Scautistica Cattolica Italiana (ASCI) confluì, anche grazie a Pio XI, nell'Azione Cattolica italiana rimanendo comunque totalmente autonoma. Il 3 aprile del 1926 vennero approvate le cosiddette leggi fascistissime che prevedevano tra le altre cose anche lo scioglimento dei reparti scout nei centri con meno di 20 000 abitanti. Questa legge, proprio a causa dei fragili rapporti con la Chiesa, venne applicata solo dal gennaio del 1927. Fu un duro colpo per lo scautismo che vide drasticamente ridotto il numero dei suoi gruppi. Da questo punto in avanti la vita degli scout si fece sempre più difficile, finché due anni più tardi l'ASCI venne ufficialmente chiusa.
Pio XI si trovò così, non più di due anni dopo la firma dei Patti Lateranensi, già in rotta di collisione con il Duce anzitutto a causa del ruolo della Chiesa nell'educazione dei giovani, che il regime voleva vieppiù ridurre. Pio XI, in quel periodo, rese manifesta, infatti, la sua indignazione nei confronti del Regime Fascista al punto da esclamare in una conversazione con Pietro Tacchi Venturi che "Mussolini è il demonio!". Alla chiusura da parte del governo nel 1931 delle sedi dell'Azione Cattolica - spesso oggetto di violenze e devastazioni da parte di gruppi fascisti - il Papa rispose duramente con l'enciclica (scritta in italiano e non in latino) Non Abbiamo Bisogno, nella quale, stigmatizzando la crescente statolatria, mette in evidenza il contrasto tra la fedeltà al vangelo di Cristo e all'ideologia fascista. Il papa così si esprime in un passo dell'enciclica:
Il conflitto venne poi sanato con rinunce da entrambe le parti: da un lato il papa riorganizzava l'Azione Cattolica eliminando i dirigenti in odore di antifascismo, sottoponendola al diretto controllo dei vescovi e vietandone l'azione sindacale; dall'altro Mussolini licenziava Giovanni Giuriati (in quanto maggiormente esposto con l'azione di forza) e accettava l'idea che l'Azione Cattolica - una volta ridimensionata al campo esclusivamente religioso - potesse continuare ad esistere, a patto però della rinuncia all'educazione dei cittadini e alla loro formazione politica.

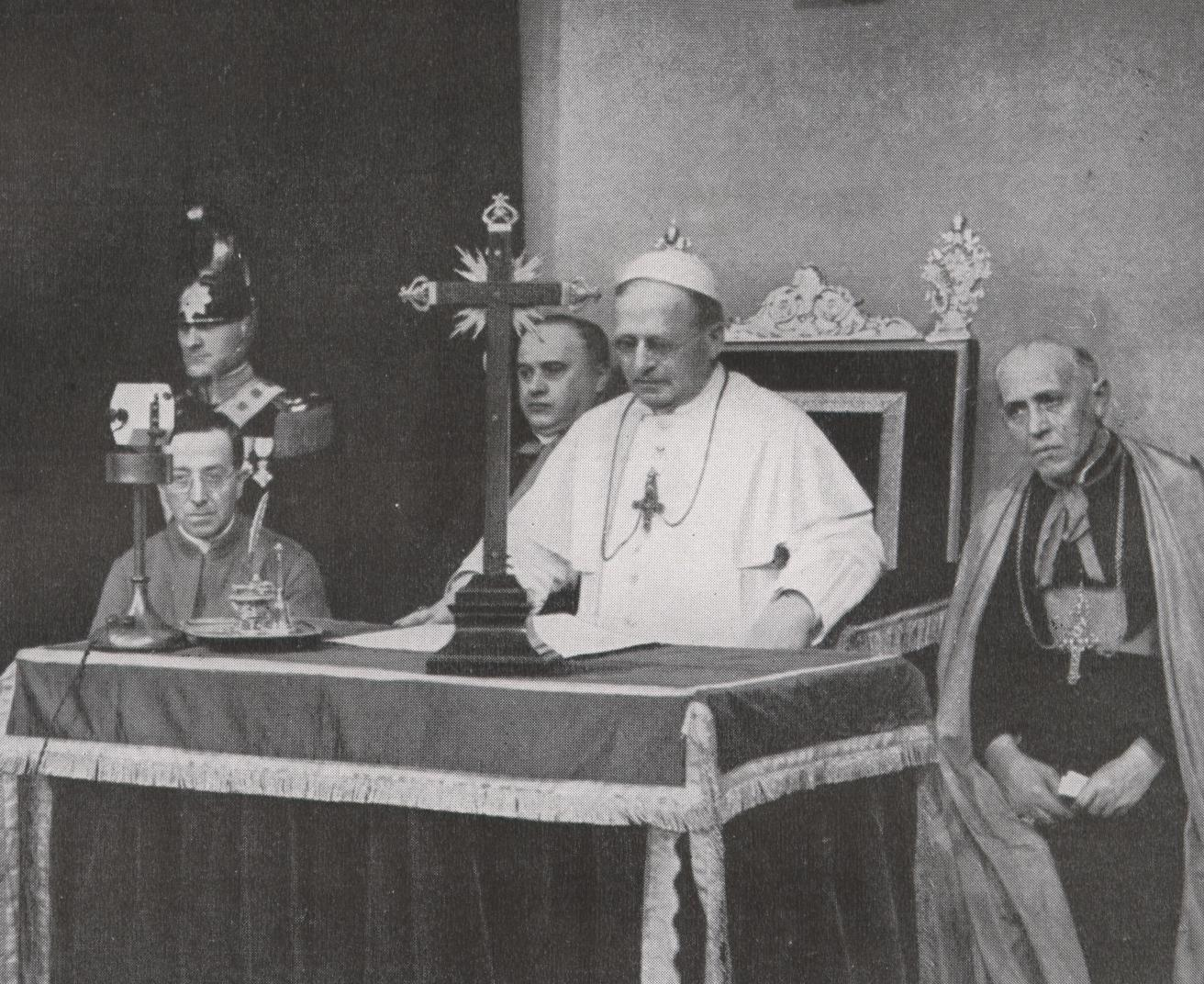
Pio XI nel 1931

Quando Mussolinì aggredì lo Stato sovrano dell'Etiopia senza dichiarazione formale di guerra (3 ottobre 1935), Pio XI, pur disapprovando l'iniziativa italiana e temendo un avvicinamento dell'Italia alla Germania, rinunciò a condannare pubblicamente la guerra. All'unico intervento di condanna del papa (27 agosto 1935) avevano fatto seguito richiami e intimidazioni del governo italiano nel corso dei quali era intervenuto lo stesso Mussolini: il papa non doveva parlare della guerra se intendeva mantenere buoni rapporti con l'Italia. Dalla posizione di silenzio tenuta ufficialmente da Pio XI sul conflitto nacque l'immagine di un allineamento vaticano alla politica di conquista del regime: se il papa taceva e se permetteva che vescovi, cardinali, intellettuali cattolici benedicessero pubblicamente l'eroica missione di fede e civiltà dell'Italia in Africa, significava che, in sostanza, approvava quella guerra e che lasciava dire all'alto clero quanto non poteva affermare direttamente per il carattere sopranazionale della Santa Sede.
Il progressivo avvicinarsi dell'Italia fascista alla Germania nazista con la copiatura delle dottrine e politiche razziste, raffreddò nuovamente i rapporti tra la Santa Sede e il regime. In seguito alla promulgazione delle leggi razziali il Vaticano confidò su un ripensamento del regime. L'ostinata volontà della Santa Sede di giungere a un accordo con il regime fascista traeva origine dalla preoccupazione di non pregiudicare la sorte dell'Azione Cattolica, di non peggiorare le relazioni diplomatiche con l'Italia in circostanze critiche, infine da una strisciante - quando non apertamente dichiarata - simpatia per la discriminazione introdotta dalle Leggi razziali da parte di alcuni ambienti cattolici. La disputa, pur concentrandosi soprattutto sul riconoscimento dei matrimoni misti, peraltro assai pochi, aveva ad oggetto l'intera questione del razzismo, palesemente in contrasto con il concetto di universale fratellanza proprio del Cristianesimo. Il Decreto legge impediva ai cittadini ariani il matrimonio civile con persone di altra razza e quindi che il matrimonio religioso non potesse essere trascritto nei registri dello Stato civile. Il 15 luglio 1938, il giorno dopo la pubblicazione del Manifesto degli Scienziati razzisti, Pio XI, in udienza alle suore di Notre-Dame du Cénacle, condanna il razzismo come una vera e propria apostasia. Quell'allocuzione inaugura una serie di interventi di Pio XI molto severi contro il razzismo.
Dopo la promulgazione delle Leggi razziali in Italia, Pio XI così si espresse in un'udienza privata al padre gesuita Tacchi Venturi:
E il 6 settembre 1938, in un'udienza concessa ai collaboratori della Radio cattolica belga, pronunciò le famose parole:
Questa tematica occuperà un posto importante nella riflessione dell'ultimo Pio XI, tanto da giungere a progettare un'enciclica contro il razzismo, la Humani generis unitas, che però non verrà mai pubblicata a causa della morte del pontefice.
Pio XI morì alla vigilia del giorno, decennale della Conciliazione, in cui avrebbe dovuto pronunciare un importante discorso all'assemblea dei vescovi italiani riuniti per l'occasione. Tale discorso, del quale conosciamo il testo in quanto reso noto da Giovanni XXIII, pur essendo severo con il Fascismo, era un tentativo di dare "un colpo di freno", come nel 1931, alla violenza fascista.

### Rapporti con la Germania nazista

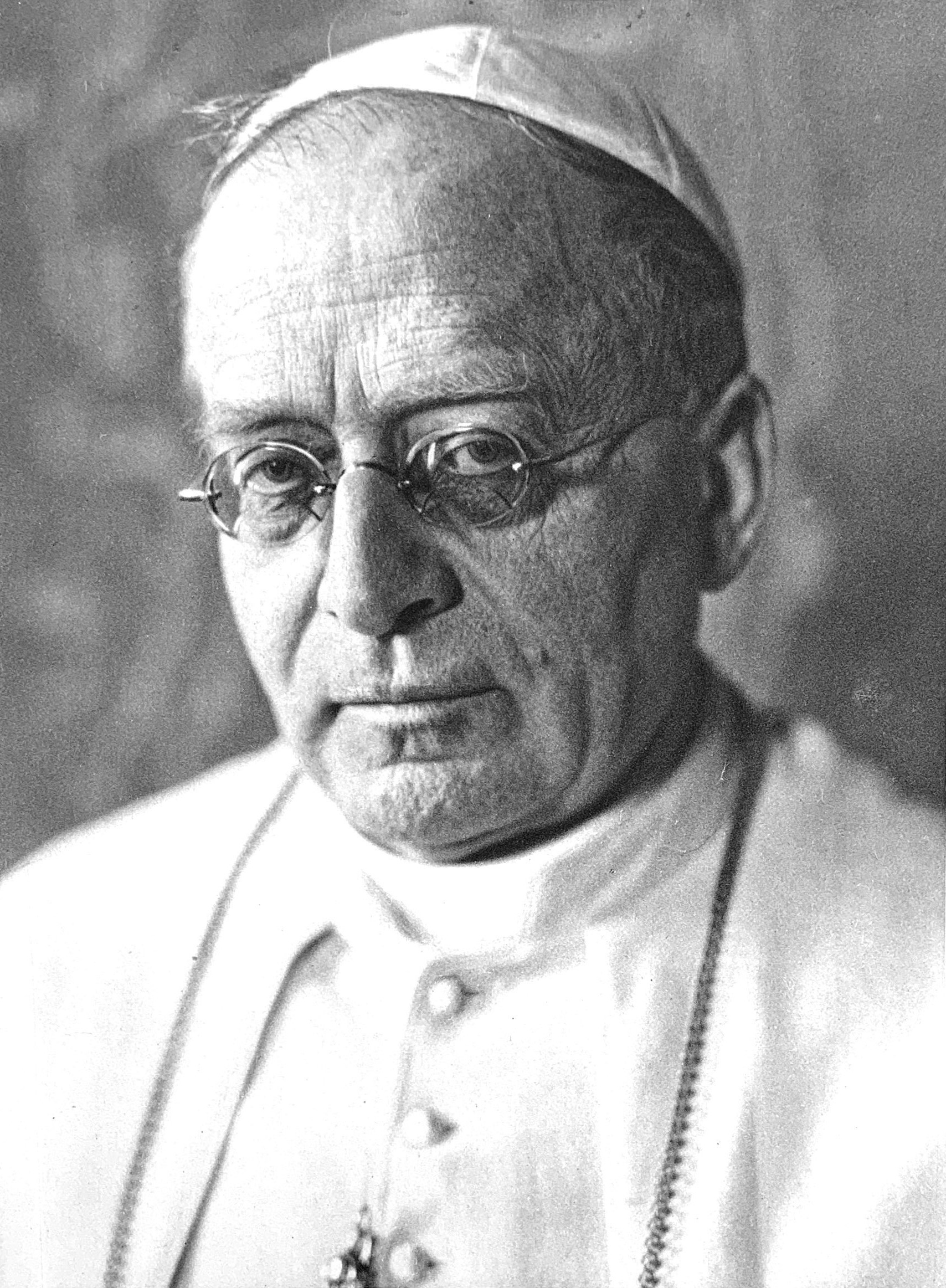
Pio XI fotografato da Josef B. Malina nel 1930

Prima della tornata elettorale del 5 marzo 1933, Hitler rinnovò pubblicamente le sue garanzie nei confronti dei protestanti e dei cattolici, definendo le due Chiese “pilastri della vita tedesca” e, al momento della proclamazione dei risultati (il NSDAP ottenne il 43,9% dei voti), pronunciò un discorso contro i rischi che il bolscevismo avrebbe potuto procurare all'Europa. L'arringa di Hitler impressionò positivamente il papa, al quale il nuovo cancelliere del Reich apparve come l'unico uomo di governo in grado di fronteggiare l'ideologia comunista. Due giorni dopo il voto tedesco, il pontefice confidò all'ambasciatore francese presso la Santa Sede: “ho cambiato opinione su Hitler, in séguito al tono che ha usato in questi giorni parlando del comunismo. È la prima volta, si può ben dire, che una voce di governo si fa sentire per denunciare il bolscevismo in termini così categorici, e si unisce alla voce del papa”.
Alcuni giorni dopo, nel corso di un'allocuzione ai cardinali in concistoro, Pio XI tornò ad elogiare il Führer in quanto difensore della civiltà cristiana; tanto che il cardinale Faulhaber poté testimoniare, ai vescovi della sua regione, il fatto che “il Santo Padre ha lodato pubblicamente il cancelliere dell'impero Adolf Hitler per la sua presa di posizione contro il comunismo” Nella conferenza di Fulda di marzo 1933, con una pubblica dichiarazione redatta dal cardinale Adolf Bertram e approvata dal cardinale Michael von Faulhaber, i vescovi tedeschi ritrattarono i divieti e le riserve precedentemente formulati nei confronti del nazismo: i membri del movimento e del partito nazionalsocialista potevano essere ammessi ai sacramenti; “membri del partito in uniforme possono essere ammessi ai servizi divini e ai sacramenti anche se si presentano in gruppi numerosi”. Funzioni speciali per organizzazioni politiche in generale si dovevano evitare, ma questo non si riferiva a occasioni patriottiche in generale: in tali occasioni disposte dallo Stato, le campane delle chiese potevano essere suonate su autorizzazione delle autorità diocesane.
A una riunione del consiglio dei ministri bavarese il 24 aprile, il primo ministro poté riferire che il cardinale Faulhaber aveva dato ordine al clero di appoggiare il nuovo regime che godeva della fiducia dello stesso cardinale. Il 20 luglio 1933, pochi mesi dopo l'ascesa di Adolf Hitler al potere, fu ratificato un concordato con la Germania dopo anni di trattative - seguite anzitutto dal cardinal segretario di Stato Pacelli, il quale era stato per anni nunzio apostolico in Germania, ma negli anni successivi i nazisti non rispettarono minimamente le clausole del concordato di garanzia. Per poter correttamente valutare l'importanza che assunse la stipula del Concordato tra la Santa Sede e la Germania nazista, è necessario ricordare che il Reichskonkordat fu il primo importante trattato di diritto internazionale del governo di Hitler e un successo non trascurabile della sua politica estera: se anche la Santa Sede, quale indubbia potenza in ambito morale, non disdegnava stipulare trattati con i nazionalsocialisti, allora anche per gli Stati secolari non ci sarebbero più stati ostacoli a intrattenere rapporti con il governo hitleriano. Tuttavia, è bene ricordare, che prima della stipula del Concordato, il regime nazista aveva firmato intese di "collaborazione e solidarietà" con Francia, Inghilterra e Italia, mentre il 5 maggio del '33 aveva rinnovato un trattato di amicizia con l'Unione Sovietica e il suo Governo era stato accreditato alla Società delle Nazioni.
A tal proposito il cardinale von Faulhaber ammise che «Papa Pio XI è stato il primo sovrano straniero a concludere con il nuovo governo del Reich un solenne concordato, guidato dal desiderio di rafforzare e promuovere gli esistenti rapporti cordiali tra la Santa Sede e il Reich tedesco»; continua Faulhaber che «In realtà papa Pio XI è stato il migliore amico, all'inizio addirittura l'unico amico del nuovo Reich. Milioni di persone all'estero avevano inizialmente un atteggiamento di attesa e diffidenza verso il nuovo Reich e solo grazie alla stipula del concordato hanno acquistato fiducia nel nuovo governo tedesco». Anche Adolf Hitler espresse giubilante la sua soddisfazione per la conclusione del Concordato nel Consiglio dei ministri del 14 luglio: ancora nel giorno della sua presa di potere egli giudicava impossibile di poter raggiungere così rapidamente tale risultato; egli vedeva nel Concordato un riconoscimento senza riserve del regime nazionalsocialista da parte del Vaticano.
Hitler vi ricercava un riconoscimento internazionale indubbiamente prestigioso, l'apparenza di un avallo del suo regime, che evitasse ogni isolamento diplomatico della Germania; perseguiva inoltre un ulteriore rafforzamento del proprio potere, grazie all'allargamento del consenso dei cattolici che ne sarebbe seguito, e l'eliminazione del Centro come partito organizzato, sostenuto dalla gerarchia e animato da una larga presenza del clero. Con il Reichskonkordat, affermò Hitler, «si offre alla Germania un'opportunità e si crea un'atmosfera di fiducia di particolare importanza nella decisiva lotta contro l'ebraismo internazionale». Replicando alle perplessità di quanti avrebbero desiderato una più precisa individuazione e separazione delle rispettive sfere di competenza dello Stato e della Chiesa, egli ribadì il concetto che «si tratta di un così eccezionale successo, rispetto al quale ogni obiezione critica deve venir meno» e più volte ripeté che ancora poco tempo prima egli l'avrebbe ritenuto impossibile.
Secondo il cardinale Pacelli, la firma del Concordato non implicava un riconoscimento dell'ideologia nazionalsocialista, in quanto tale, da parte della curia. Era invece tradizione della Santa Sede quella di trattare con tutti i partner possibili - ovvero anche con sistemi totalitari - per tutelare la Chiesa e garantire l'assistenza spirituale. Subito dopo la ratifica del Concordato ebbero inizio le prime schermaglie tra Chiesa cattolica e regime nazionalsocialista, sotto forma di proteste non di rado decise e categoriche, ma sempre intraprese con l'accortezza, da parte delle alte gerarchie del clero cattolico, di evitare uno scontro frontale e una rottura aperta con il regime. Gli elementi ideologici più frequentemente presi di mira furono in primo luogo le violazioni del Concordato, seguite dalle derive neopagane di alcune frange del regime e dal tentativo di creare una chiesa nazionale cristiana, unificata e distaccata da Roma. Ma il riconoscimento concesso al regime nei mesi precedenti - di cui il Concordato rappresenta un atto decisivo - aveva condizionato queste prime proteste che finirono per essere diluite in una serie di dichiarazioni, di silenzi, di atti, di soprassalti di protesta alternati a reticenze e a tentativi di riavvicinamento.
Il 24 gennaio 1934 Hitler delegò ad Alfred Rosenberg la formazione e l'educazione dei giovani nazisti e tutte le attività culturali del partito, nominandolo DBFU. Pochi giorni dopo, il 9 febbraio, Pio XI mise all'Indice la sua principale opera Il mito del XX secolo, un best seller dell'epoca (pubblicato sin dal 1930) e, assieme al Mein Kampf, la principale opera ideologica del nazismo; tuttavia la Santa Sede non mise mai gli scritti di Hitler all'indice e fino alla fine del suo governo il Führer rimase membro della Chiesa, cioè non fu mai scomunicato (nonostante Hitler non si ritenesse cristiano, tanto meno cattolico). Nel libro Rosenberg auspicava che la Germania ritornasse al paganesimo e attaccava la razza ebraica e di conseguenza il Cristianesimo, erede del Giudaismo. L'opera era studiata nelle scuole e nelle organizzazioni giovanili naziste. La condanna, inoltre, fu eccezionalmente accompagnata da una motivazione che ne esplicitava il significato.
Rosenberg rispose con un nuovo libro: Agli oscurantisti del nostro tempo. Una risposta agli attacchi contro "Il mito del XX secolo". Anche questo libro fu messo all'indice da Pio XI il 17 luglio 1935. Poco prima si era tenuto a Münster il congresso del partito nazista. Clemens August von Galen, vescovo della città, si era inutilmente opposto alla presenza in città di Rosenberg con una lettera indirizzata alle autorità politiche locali. Rosenberg colse l'occasione per attaccare von Galen e gli occasionali episodi di opposizione nei confronti di alcuni aspetti del nazionalsocialismo. Ma già nel gennaio 1936, una lettera pastorale congiunta giungeva a precisare che, se anche la Chiesa proibiva ai fedeli la lettura di determinati libri, periodici e giornali, essa non voleva con questo violare le prerogative dello Stato o del partito. E lo stesso vescovo von Galen aveva dichiarato, nel 1935, ai decani della diocesi di Münster: «Non è compito nostro giudicare l'organizzazione politica e la forma di governo del popolo tedesco, le misure e i procedimenti adottati dallo Stato; non è compito nostro rimpiangere forme di governo passate e criticare l'attuale politica dello Stato».
Nel 1936 il papa intervenne tre volte, il 12 maggio, il 15 giugno e il 14 settembre, per denunciare la «guerra alla Chiesa» condotta dal regime nazionalsocialista. Inoltre in maggio, su indicazione della Santa Sede, fu proibito ai cattolici di aderire al partito nazista olandese, il Nationaal-Socialistische Beweging. Pio XI rifiutò inoltre di incontrare lo stesso Hitler. Negli ultimi anni di vita, Pio XI guardò con sempre maggiore ostilità al nazismo arrivando al punto da compararlo al comunismo: "Il nazionalsocialismo, per i suoi scopi e i suoi metodi, non è altro che bolscevismo" dichiarò in un'udienza tenuta il 23 gennaio 1937 ai vescovi di Berlino e di Münster. Nel 1937, a seguito delle continue interferenze del nazismo sulla vita dei cattolici e per il sempre più evidente carattere neopagano dell'ideologia nazista, il papa emise l'enciclica Mit brennender Sorge ("con viva preoccupazione"), scritta anche dietro pressione dell'episcopato tedesco e redatta eccezionalmente in tedesco e non in latino, con la quale condannava fermamente alcuni aspetti dell'ideologia nazista, seguita dopo poco dalla Divini Redemptoris, con un'analoga condanna dell'ideologia comunista. Le proteste del governo tedesco furono molto dure come quella inviata dall'ambasciatore tedesco von Bergen il 12 aprile a cui replicò Pacelli. La crisi tra Santa Sede e Germania si sviluppa essenzialmente sul piano spirituale e non politico.
L'atto di accusa contro la Germania di Hitler è quello di seguire una politica che può indebolire il fronte antibolscevico. Contemporaneamente Pacelli si adoperò perché il testo dell'enciclica fosse diffuso nella maniera più capillare possibile. In Germania il governo procedette alla chiusura di tipografie ed archivi diocesani prelevandone molto materiale. A ciò la Santa Sede rispose dando disposizioni di bruciare tutti i documenti riservati. Le relazioni tra governo tedesco e Vaticano raggiungono la fase più acuta quando il 18 maggio 1937 il cardinale arcivescovo di Chicago George Mundelein durante un discorso pubblico definisce Hitler come "un imbianchino austriaco e per giunta inetto"; in seguito alle vibranti proteste tedesche la Santa Sede rispose circa l'inopportunità dei toni usati dal cardinale statunitense ma facendo attenzione a non smentirlo..
Nel maggio del 1938, quando Hitler visitò Roma, il Pontefice si recò a Castel Gandolfo dopo aver fatto chiudere i Musei Vaticani e spegnere le luci del Vaticano. Nell'occasione, L'Osservatore Romano non fece alcun accenno alla visita di Hitler nella capitale, e scrisse: "Il Papa è partito per Castel Gandolfo. L'aria dei Castelli Romani gli fa molto bene alla salute." La chiusura dei musei e dell'accesso alla Basilica fu decisa dal pontefice per palesare la propria polemica assenza dalla città. La studiosa Emma Fattorini riporta che, sebbene "da parte di Hitler non si fosse manifestato il minimo interesse per un incontro", il papa sarebbe stato disponibile a un incontro se ciò avesse avuto uno spirito conciliante. Disse in seguito Pio XI: "è tra le tristi cose questa: l'inalberare a Roma, il giorno della Santa Croce, l'insegna di un'altra croce che non è la croce di Cristo", riferendosi alle numerose svastiche (o croci uncinate) che Mussolini fece esporre a Roma in omaggio a Hitler.
Egli aveva inoltre previsto l'emanazione di un'altra enciclica - la Humani generis unitas ("l'unità della razza umana"), che condannava in modo ancora più diretto l'ideologia nazista della razza superiore. Il papa aveva incaricato per la redazione dell'enciclica il gesuita statunitense John LaFarge, che già si era occupato di tematiche razziali inerenti alla situazione negli Stati Uniti d'America. Questi, sentendo il compito al di sopra delle sue sole capacità, chiese aiuto al suo diretto superiore, il generale della Compagnia di Gesù padre Włodzimierz Ledóchowski, il quale gli affiancò il gesuita tedesco Gustav Gundlach e il gesuita Gustave Desbuquois. Tale enciclica venne completata ma mai firmata da papa Ratti a causa della sua morte. Alcuni concetti dell'enciclica furono tuttavia ripresi dal successore Pio XII nell'enciclica Summi Pontificatus.

### Rapporti con il comunismo
Le valutazioni di Pio XI sul comunismo non potevano che essere negative, in questo rispecchiando la coerenza della Chiesa cattolica che ha sempre valutato l'ideologia comunista come antitetica al messaggio cristiano. Nel 1937, anche in seguito alla vittoria delle sinistre in Francia guidate dal socialista Léon Blum, ma preoccupato soprattutto per la Russia, dopo essere stato informato dall'amministratore apostolico di Mosca mons. Neveu delle purghe staliniane, e per il Messico, il papa emise l'enciclica Divini Redemptoris.
(Pio XI, Divini Redemptoris)
La condanna papale riguarda la propaganda «veramente diabolica», il sistema economico ritenuto fallimentare, ma soprattutto conclude che il comunismo è «intrinsecamente perverso», perché propone un messaggio di millenarismo ateo che nasconde una «falsa redenzione» degli umili. Già precedentemente il papa aveva espresso preoccupazione per i progressi che l'ideologia comunista faceva nella società e in particolare presso i cattolici.
A differenza del testo Mit brennender Sorge pubblicato pochi giorni prima, è nota un'ampia documentazione che permette di conoscerne le diverse stesure. Con ogni probabilità, come attestano gli appunti di monsignor Valentini e Pizzardo, l'ispiratore dell'enciclica fu una lettera del generale dei gesuiti il conte Włodzimierz Ledóchowski, il quale comunque ne seguì costantemente la stesura. L'enciclica, già conclusa il 31 gennaio 1937, fu ufficialmente pubblicata il 19 marzo. Immediatamente suscitò l'apprezzamento entusiastico dei vari movimenti di destra europei tra cui l'Action Française di Charles Maurras che a quel tempo era scomunicata.

### Guerra civile spagnola
In Spagna il Fronte popolare di ispirazione marxista-leninista e anarchica aveva apertamente impegnato le sue forze anche contro la Chiesa cattolica. Pio XI comunque non poté, fino ad una fase avanzata del conflitto spagnolo, riconoscere i franchisti e il loro governo, nonostante il governo del Fronte popolare avesse promosso una violenta persecuzione della Chiesa cattolica con devastazioni di chiese, uccisioni e torture di religiosi, e addirittura saccheggi di tombe degli ecclesiastici. Questo riconoscimento era ostacolato anche dal fatto che il Fronte popolare era ancora l'unico ufficialmente riconosciuto a livello internazionale. Per sua regola inoltre la Santa Sede non ritira mai il nunzio apostolico da nessuno Stato se non vi è costretta.
Essendo parte in conflitto in quanto attaccata dal Fronte popolare, la Chiesa cattolica non poté condannare le violenze commesse dalla fazione opposta ai repubblicani, e cioè da parte franchista (il bombardamento di Guernica in primis). Dopo l'abolizione della legislazione anticlericale dei repubblicani ad opera di Francisco Franco all'inizio del 1938, i rapporti tuttavia migliorarono e il suo successore Pio XII avrebbe ricevuto in udienza particolare i combattenti Falangisti.
Vi è da precisare che nei documenti vaticani inerenti ai rapporti tra Pio XI e la Spagna franchista si delinea chiaramente un atteggiamento decisamente negativo nei confronti delle pesanti violenze del Fronte popolare contro la Chiesa, anche se emerge chiaramente l'ostilità del Papa nei confronti di Franco.
Lo storico spagnolo Vicente Cárcel Ortí ha studiato e portato alla luce documenti inediti dell'Archivio Segreto Vaticano, dimostrando non solo che la Chiesa cattolica manifestò chiaramente ostilità nei confronti di Francisco Franco, ma anche riuscì - nelle persone di papa Pio XI e di alcuni Vescovi spagnoli - a convincerlo a risparmiare la vita di migliaia di repubblicani condannati a morte. Il Papa nutre preoccupazione e non condivide la posizione dei cattolici baschi che già all'epoca, rivendicando l'autonomia, si erano di fatto alleati con i repubblicani spagnoli.
Il 16 maggio 1938 avviene il riconoscimento ufficiale del governo di Franco tramite l'invio del nunzio apostolico a Madrid nella persona del monsignor Gaetano Cicognani.

### Rapporti con gli ebrei

#### A Milano
Achille Ratti aveva studiato l'ebraico con il rabbino capo di Milano Alessandro Da Fano e, divenuto docente di ebraico in seminario, prese l'iniziativa di condurre i suoi allievi in sinagoga, affinché potessero sentire la pronuncia ebraica.

#### In Polonia
In veste di nunzio in Polonia, nel periodo immediatamente successivo alla prima guerra mondiale, Achille Ratti espresse considerazioni del tradizionale antigiudaismo teologico della Dottrina della Chiesa che ambienti ebraici dei decenni successivi hanno considerato come ostili. Achille Ratti giunse in Polonia in un periodo in cui il crescente risentimento dei cattolici polacchi nei confronti degli ebrei stava determinando una contrapposizione sempre più aspra fino a sfociare in scontri aperti. Achille Ratti non accennò ad alcuna reazione di fronte a tali contrasti.
Nel rapporto che Ratti inviò alla Santa Sede, successivo ai pogrom, si evidenziava l'eccessiva influenza che avevano gli ebrei in Polonia: «È invece grande e massima la loro importanza economica, politica, sociale». In un successivo rapporto Ratti individuava negli ebrei i più grandi nemici del cristianesimo e del popolo polacco: «Una delle più nefaste e delle più forti influenze che qui si facciano sentire, forse la più forte e la più nefasta, è quella che viene esercitata dai Giudei». In altre note inviate in Vaticano monsignor Ratti informava che: «Gli ebrei in Polonia, contrariamente a quelli che vivono altrove nel mondo civile, sono elementi improduttivi. È una razza di negozianti per eccellenza», e aggiungeva: «la gran maggioranza della popolazione ebraica è immersa nella povertà più nera». A parte un numero relativamente esiguo di artigiani, la razza ebraica «consiste di piccoli commercianti, affaristi e usurai - o per essere più precisi tutt'e tre le cose contemporaneamente - che vivono dello sfruttamento della popolazione cristiana».

#### Gli Amici Israël
A partire dalla seconda metà degli anni venti, in un clima nel quale pregiudizi antichi convivono con spinte al cambiamento, si assiste all'emergere di una prima grave frattura religiosa e politica interna alla Chiesa. Nel 1928, alla condanna di Action Française segue la prima importante condanna formale dell'antisemitismo, avvenuta per volere di Pio XI (ove il termine antisemitismo è usato esplicitamente, cosa che non avverrà nella Mit Brennender Sorge, né durante l'intero pontificato di Pio XII). A queste condanne segue la soppressione dell'Opus sacerdotale Amici Israël (l'Opera sacerdotale Amici di Israele). Sorta nel febbraio del 1926, in antitesi allo spirito antisemita di Charles Maurras (fondatore di Action Française), l'associazione disponeva di un programma rivolto ai preti, contenuto in diversi opuscoli redatti in latino, che cercava di promuovere un atteggiamento nuovo, amorevole verso Israele e gli ebrei, per i quali si sarebbe dovuto evitare qualsiasi accusa di deicidio.
Al fine di operare una riconciliazione con gli ebrei, l'associazione cercava di capovolgere le antiche prese di posizione assunte dalla Chiesa: gli Amici Israël richiedevano l'abbandono di ogni discorso sul deicidio, sull'esistenza di una maledizione sugli ebrei e sull'assassinio rituale. Un nuovo sentimento che doveva coinvolgere il cuore della gerarchia ecclesiastica e difatti, alla fine del 1927, l'associazione poteva già vantare l'adesione di diciannove cardinali, duecentosettantotto vescovi e arcivescovi e tremila sacerdoti. Il 25 marzo 1928 la Congregazione del Sant'Uffizio emetteva un decreto che ordinava la soppressione di questa associazione in seguito alla sua proposta di riformulare la preghiera del venerdì Santo (Oremus et pro perfidis Judaeis) e le accuse di "accecamento" in essa contenute, oltre alla proposta di rigetto dell'accusa di deicidio. Il decreto di soppressione papale affermava che il programma dell'associazione non riconosceva «la perdurante cecità di questo popolo», e che il modo di agire e di pensare degli Amici di Israele era «contrario al senso e allo spirito della Chiesa, al pensiero dei santi padri e alla liturgia». In un articolo apparso immediatamente dopo la soppressione, sulla Nouvelle Revue Théologique, padre Jean Levie S.J. ricordava innanzitutto la «parte essenziale» del programma dell'Opera sacerdotale, precisando che tale programma era «chiaramente lodevole» e che «non mostrava niente che non fosse assolutamente conforme all'ideale cattolico».

#### Ernest Jouin
Un importante capofila dell'antisemitismo cattolico era il sacerdote francese Ernest Jouin (1844-1932) che aveva fondato nel 1912 la pubblicazione antisemita e antimassonica Revue Internationale des Sociétés secrètes. Jouin si premurò di far conoscere al pubblico francese i Protocolli dei Savi Anziani di Sion come prova del presunto complotto ebraico volto alla dominazione del mondo, affermando nella prefazione: «Dal triplice punto di vista della razza, della nazionalità e della religione, l'ebreo è diventato il nemico dell'umanità» e ribadendo il suo avvertimento sui due obiettivi che gli ebrei si prefiggevano: «Il dominio universale del mondo e la distruzione del cattolicesimo». Pio XI, avendo ricevuto Jouin in udienza privata, lo incoraggiò nella sua costante denuncia di presunti complotti orditi dalle società segrete dicendo: «Continui con la sua Revue, nonostante le difficoltà finanziarie, perché lei sta combattendo il nostro nemico mortale». E lo investì della carica onorifica di protonotario apostolico.
Lo storico e sociologo francese Émile Poulat scrisse in un commento relativo a Jouin - sacerdote dotato di forte e unanimemente rispettata personalità - che le sue opere e attività erano state lodate e incoraggiate da Benedetto XV e Pio XI che lo nominarono, l'uno prelato domestico e l'altro protonotario apostolico.

#### Giudeobolscevismo in Russia
L'11 febbraio 1932, in occasione della visita di Mussolini in Vaticano per l'anniversario della Conciliazione, Pio XI ripropose l'immagine di una Chiesa sottoposta agli attacchi concentrici dei protestanti, dei comunisti e degli ebrei. Oltre al pericolo rappresentato dalla propaganda protestante, il papa sottolineò al duce l'esistenza di un “doloroso triangolo” che era fonte di gravi preoccupazioni per la Chiesa e che era rappresentato dal Messico per quanto riguardava la massoneria, dalla Spagna dove bolscevismo e massoneria operavano insieme, e dalla Russia per quanto riguardava il giudeobolscevismo. Fu a quest'ultimo proposito che il papa espresse l'opinione secondo la quale, dietro la persecuzione anticristiana in atto in Russia, vi fosse “anche l'avversione anticristiana del giudaismo”. E aggiunse un ricordo: “quando io ero a Varsavia vidi che in tutti i reggimenti bolscevichi il commissario o la commissaria erano ebrei. In Italia, tuttavia, gli ebrei fanno eccezione.”.

#### Leggi razziali

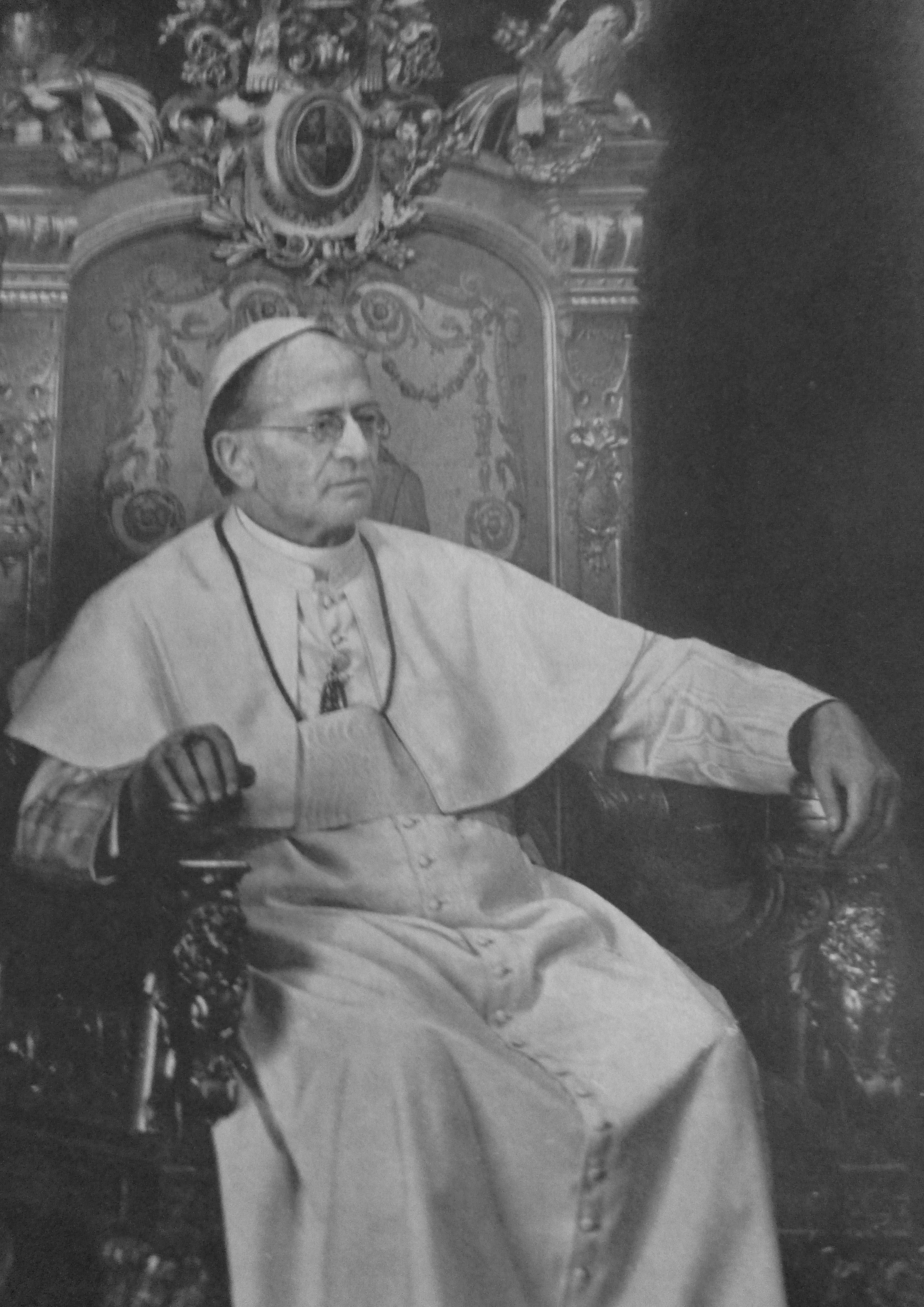
Pio XI pochi giorni prima della morte

Nella difficilissima temperie dell'emanazione delle leggi antiebraiche italiane, Pio XI ebbe il coraggio di dichiarare, più volte e in modo ufficiale e solenne, la contrarietà sua e della Chiesa contro le leggi razziali. Pio XI si produsse in due discorsi pubblici tenuti a breve distanza e subito dopo la proclamazioni delle famigerate leggi fasciste in difesa della razza (il primo il 15 e il secondo il 28 di luglio) pronunciandosi in modo netto contro il Manifesto degli scienziati razzisti (15 luglio) lamentandosi che l'Italia, sul razzismo, imitasse “disgraziatamente” la Germania nazista (28 luglio). Il ministro degli esteri Galeazzo Ciano commentando questi discorsi riportò nei suoi diari la reazione di Mussolini che tentava far pressioni sul papa per evitare contestazioni plateali: «Sembra che il Papa abbia fatto ieri un nuovo discorso sgradevole sul nazionalismo esagerato e sul razzismo. Il Duce, che ha convocato per questa sera Padre Tacchi Venturi. Contrariamente a quanto si crede, ha detto, io sono un uomo paziente. Bisogna però che questa pazienza non mi venga fatta perdere, altrimenti agisco facendo il deserto. Se il Papa continua a parlare, io gratto la crosta agli italiani e in men che non si dica li faccio tornare anticlericali.». Le parole più nette di condanna il papa le proclamò il 6 settembre 1938 quando tenne un emozionato discorso - arrivando fino alle lacrime - in reazione ai provvedimenti fascisti che escludevano gli ebrei da scuole e università, in un'udienza privata con il presidente, il vicepresidente e il segretario della radio cattolica belga, nel quale ribadiva il legame indissolubile tra cristianesimo ed ebraismo:
 Monsignor Louis Picard, presidente della radio belga, trascrisse il discorso del papa pubblicandolo su La libre Belgique. La Croix e La Documentation catholique lo ripresero pubblicandolo in Francia e le parole del papa si diffusero.
In seguito il papa stesso si preoccupò di assumere i docenti universitari espulsi dagli istituti italiani in Vaticano e aiutando a ricollocarsi presso università all'estero, azione che venne proseguita anche dal suo successore Pio XII. Tra i casi più conosciuti vi furono quelli dei due illustri matematici ebrei licenziati dal Ministero italiano in base alle leggi razziali, Vito Volterra e Tullio Levi-Civita, e nominati membri della prestigiosa Accademia Pontificia delle Scienze guidata da padre Agostino Gemelli. Lo storico ecclesiastico Hubert Wolf, in un'intervista televisiva, ricorda come poi il papa non si preoccupò solo degli insegnanti espulsi ma anche degli studenti ebrei, impediti dalla legge a frequentare il sistema universitario italiano: «Quando nel 1938 gli studenti ebrei di Germania, Austria e Italia vennero espulsi dalle università in quanto ebrei, Pio XI supplicò i cardinali statunitensi e canadesi, tramite una lettera scritta di suo pugno, di impegnarsi al massimo perché gli studenti di tutte le facoltà potessero terminare i loro studi negli Stati Uniti ed in Canada. Aggiunse che la Chiesa ha una particolare responsabilità verso di loro in quanto appartengono alla razza cui fa parte, nella sua natura umana, anche il Redentore, Gesù Cristo.» Lo stesso Mussolini, nel discorso di Trieste del settembre del 1938, accusò il Papa di difendere gli ebrei (il famoso passaggio "da troppe Cattedre li si difende") e minacciò provvedimenti più severi a loro danno se i cattolici avessero insistito.
Ciononostante, in quei giorni quasi tutti i vescovi italiani tennero omelie contrarie al regime e al razzismo. Tuttavia fu Antonio Santin, vescovo di Trieste e Capodistria, che fermò Mussolini sulle porte della cattedrale di San Giusto e minacciò il duce di non farlo entrare in chiesa se non avesse ritrattato le accuse contro il Papa. Inoltre fu proprio Santin l'unico vescovo italiano che ebbe il coraggio di andare a protestare personalmente da Mussolini a Palazzo Venezia, ricordandogli l'ingiustizia delle leggi razziali e che, contrariamente alla leggenda, c'erano ebrei anche molto poveri. Solo successivamente il vescovo informò Pio XI di quanto aveva fatto e ottenne la sua approvazione.
Pio XI protestò, poi, ufficialmente e per iscritto con il re e con il capo del governo per la violazione del Concordato prodotta dai decreti razziali. La rivista La difesa della razza e i suoi contenuti inneggianti a un razzismo biologico furono ufficialmente condannati dal Sant'Uffizio.

#### IlSyllabusantirazzista
Nell'aprile 1938 Pio XI inviò a tutte le università cattoliche una condanna delle tesi razziali. Questo documento, chiamato Syllabus antirazzista, traeva origine da un progetto di condanna del razzismo, dell'ultra-nazionalismo, del totalitarismo e del comunismo preparato dal Sant'Uffizio nel 1936. Nel documento si condannavano otto proposizioni, di cui sei razziste. Pio XI chiese ai professori delle università di argomentare contro le proposizioni condannate. Fecero séguito articoli nelle grandi riviste teologiche internazionali, e comparvero studi in proposito. La dichiarazione datata 13 aprile 1938 fu resa pubblica il 3 maggio, il giorno della visita di Hitler a Roma, volendo con ciò Pio XI «opporsi frontalmente a quello che riteneva il cuore stesso della dottrina del nazionalsocialismo».
Infine, quando ristabilì la Pontificia Accademia delle Scienze, chiamò i matematici ebrei Tullio Levi Civita e Vito Volterra, espulsi dalle Università italiane in séguito alle leggi razziali, a farvi parte come primi membri.
Genesi
Alla pubblicazione delle Leggi razziali da parte del regime fascista di Benito Mussolini che estromettevano tutti gli italiani di origine ebraica dalla vita pubblica la reazione del Vaticano e del Papa Pio XI non si fece attendere. Tra le varie iniziative in cui in discorsi pubblici, documenti e omelie veniva rigettata la politica razzista del regime, vi fu quella del cosiddetto Syllabus antirazzista (in richiamo del "Sillabo " ovvero il "Syllabus complectens praecipuos nostrae aetatis errores" in italiano "Elenco contenente i principali errori del nostro tempo", che papa Pio IX pubblicò insieme all'enciclica Quanta cura nella ricorrenza della solennità dell'Immacolata Concezione, l'8 dicembre 1864 e che era un elenco di ottanta proposizioni contenente i principali errori di quel tempo secondo la chiesa cattolica). Nell'aprile del 1938 Pio XI invitò tutte le università cattoliche a elaborare un documento di condanna delle tesi razziali, una sorta di "contromanifesto" dell'intellighènzia cattolica in risposta al Manifesto degli scienziati razzisti prodotto dai professori delle università statali in ossequio al regime. Il Papa aveva pensato, in nome della verità e "contro l'imperversare di quegli errori", ad una confutazione delle idee razziali che si sostenevano per giustificare l'introduzione delle norme sulla razza.
Contenuto
Nel documento, ribattezzato "Syllabus antirazzista", si condannavano otto proposizioni, di cui sei razziste contrargomentando dal punto di vista scientifico le proposizioni esposte dai fascisti sulla razza. Venivano destrutturate le idee sulle quali si basavano le tesi razziali dell'epoca, molte delle quali prendevano come spunto il darwinismo sociale. Fecero seguito a questa elaborazione diversi articoli pubblicati sulle grandi riviste teologiche internazionali e comparvero studi in proposito.
La pubblicazione
La dichiarazione di smentita delle tesi razziali volute dal regime, sviluppata dagli studiosi cattolici e organizzata nel "Syllabus antirazzista", datata 13 aprile, venne resa pubblica il 3 maggio, un giorno non scelto a caso da papa Ratti. Era quello infatti il giorno della visita ufficiale di Hitler a Roma, volendo con ciò il papa «opporsi frontalmente a quello che riteneva il cuore stesso della dottrina del nazionalsocialismo». Era questo un chiaro gesto di sfida e disapprovazione, sottolineato anche dal fatto che il Santo Padre decideva quel giorno di trasferirsi a Castel Gandolfo dopo aver disposto la chiusura dei Musei Vaticani, della Basilica di San Pietro, fatto spegnere tutte le luci e proibito al nunzio e ai vescovi di partecipare a qualsiasi cerimonia ufficiale in onore del Führer. Diede poi istruzioni a L'Osservatore Romano di non fare alcun accenno all'incontro dei due capi di Stato (come già avvenuto in occasione della visita di Mussolini in Germania nel settembre del 1937); infatti in quei giorni neanche vi appare il nome di Hitler. Già il giorno precedente era apparso, sempre in prima pagina con tanto d'immagine l'annuncio: "Il Santo Padre a Castelgandolfo". Il Santo Padre ha lasciato Roma sabato 30 aprile alle ore 17 poiché l'aria di Roma gli "faceva male". Quale "accoglienza", Pio XI fece invece pubblicare in prima pagina un articolo sulle false dottrine dell'ideologia razzista che presentava appunto il "Syllabus antirazzista".

## Concistori per la creazione di nuovi cardinali
Papa Pio XI durante il suo pontificato ha creato 76 cardinali nel corso di 17 distinti concistori.

## Beatificazioni e canonizzazioni del pontificato

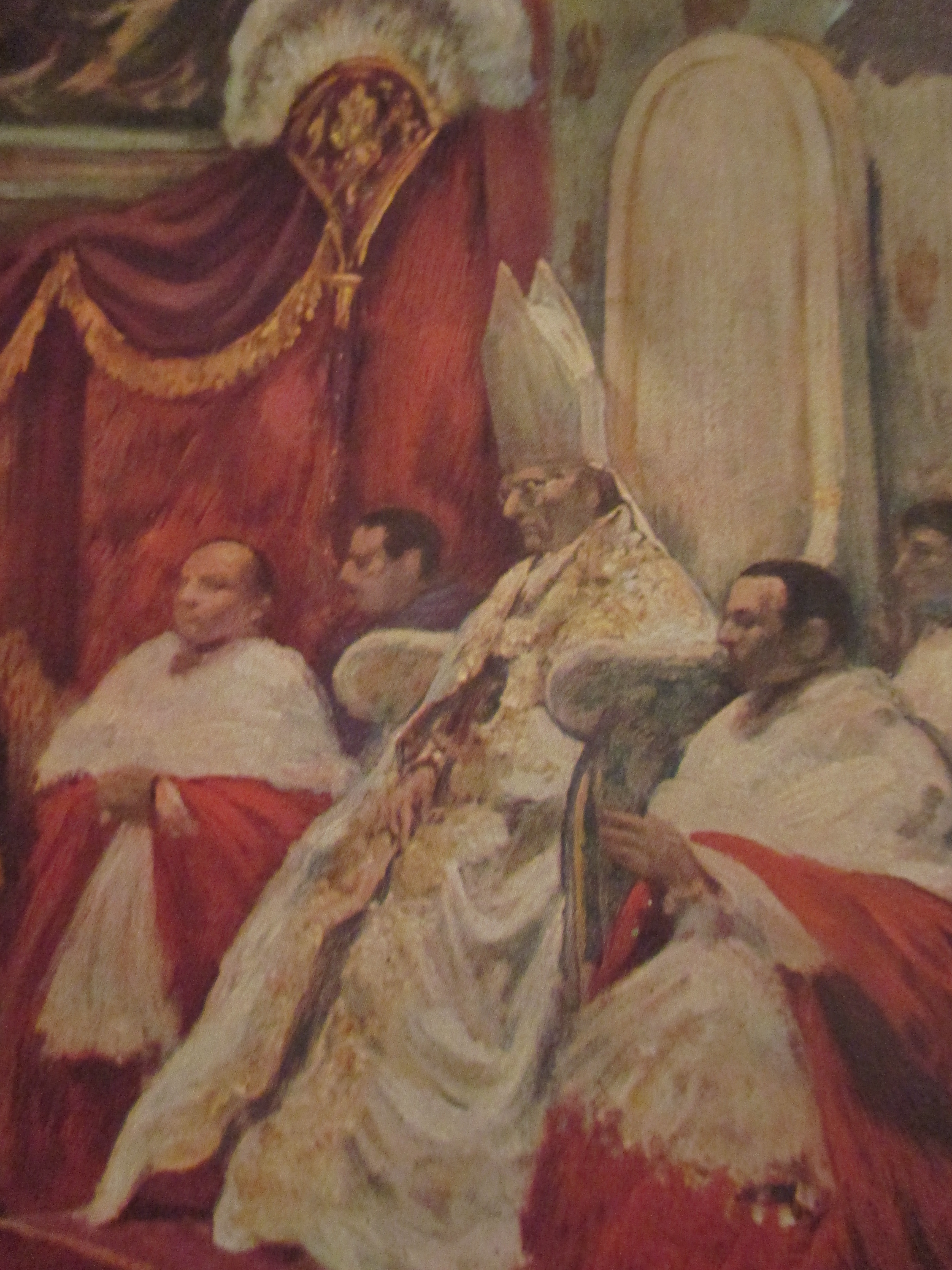
Ritratto postumo di papa Pio XI, realizzato da Serge Ivanoff, pubblicato su L'Illustration, numero speciale del febbraio 1939 dedicato alla morte del pontefice

Papa Pio XI beatificò numerosi Venerbili Servi di Dio, per un totale di 496, e canonizzò numerosi beati, per un totale di 33. Beatificò e canonizzò, fra i tanti, Bernadette Soubirous, Giovanni Bosco, Teresa di Lisieux, Giovanni Battista Maria Vianney e Antonio Maria Gianelli. Egli nominò pure quattro nuovi dottori della Chiesa: Pietro Canisio, Giovanni della Croce, Roberto Bellarmino e Alberto Magno. In particolare beatificò 191 martiri vittime della Rivoluzione francese, che definì "una perturbazione universale durante la quale furono affermati, con tanta arroganza, i diritti dell'uomo".

## Encicliche del pontificato
- Ubi Arcano Dei Consilio (23 dicembre 1922)[129]: sulla Pace di Cristo nel Regno di Cristo;
- Rerum Omnium Perturbationem (26 gennaio 1923)[130]: su san Francesco di Sales;
- Studiorum Ducem (29 giugno 1923): su san Tommaso d'Aquino;
- Maximam Gravissimamque (18 gennaio 1924)[131]: sulle Associazioni Diocesane in Francia;
- Quas Primas (11 dicembre 1925)[132]: sulla Regalità di Cristo;
- Rerum Ecclesiae (28 febbraio 1926)[133]: sulle missioni cattoliche;
- Rite Expiatis (30 aprile 1926)[134]: su san Francesco d'Assisi;
- Iniquis Afflictisque (18 novembre 1926)[135]: sulla persecuzione della Chiesa in Messico;
- Mortalium Animos (6 gennaio 1928)[136]: sull'unità della Chiesa;
- Miserentissimus Redemptor (8 maggio 1928)[137]: sulla riparazione al Sacro Cuore;
- Mens Nostra (20 dicembre 1929)[138]: sulla promozione degli esercizi spirituali;
- Divini Illius Magistri (31 dicembre 1929)[139]: sull'educazione cristiana della gioventù;
- Casti Connubii (31 dicembre 1930)[140]: sul matrimonio cristiano;
- Quadragesimo Anno (15 maggio 1931)[141]: nel quarantesimo anniversario della Rerum novarum;
- Non Abbiamo Bisogno (29 giugno 1931)[142]: sull'Azione Cattolica in Italia;
- Nova Impendet (2 ottobre 1931)[143]: sulla crisi economica;
- Lux Veritatis (25 dicembre 1931)[144]: sul XV Centenario del Concilio di Efeso;
- Caritate Christi Compulsi (3 maggio 1932)[145]: sul Sacro Cuore;
- Acerba Animi (29 settembre 1932)[146]: sulla persecuzione della Chiesa in Messico;
- Dilectissima Nobis (3 giugno 1933)[147]: sull'oppressione della Chiesa in Spagna;
- Ad Catholici Sacerdotii (20 dicembre 1935)[148]: sul sacerdozio cattolico;
- Vigilanti cura (29 giugno 1936)[149]: sul cinema;
- Mit brennender Sorge (14 marzo 1937)[150]: sulla Chiesa e il Reich tedesco;
- Divini Redemptoris (19 marzo 1937)[151]: sul comunismo ateo;
- Firmissimam Constantiam (28 marzo 1937)[152]: sulla situazione religiosa in Messico;
- Ingravescentibus Malis (29 settembre 1937)[153]: sul Rosario;
- Humani generis unitas, enciclica preparata, ma mai pubblicata a causa della morte del Papa.

## Genealogia episcopale e successione apostolica
La genealogia episcopale è:
- Cardinale Scipione Rebiba
- Cardinale Giulio Antonio Santori
- Cardinale Girolamo Bernerio, O.P.
- Vescovo Claudio Rangoni
- Arcivescovo Wawrzyniec Gembicki
- Arcivescovo Jan Wężyk
- Vescovo Piotr Gembicki
- Vescovo Jan Gembicki
- Vescovo Bonawentura Madaliński
- Vescovo Jan Małachowski
- Arcivescovo Stanisław Szembek

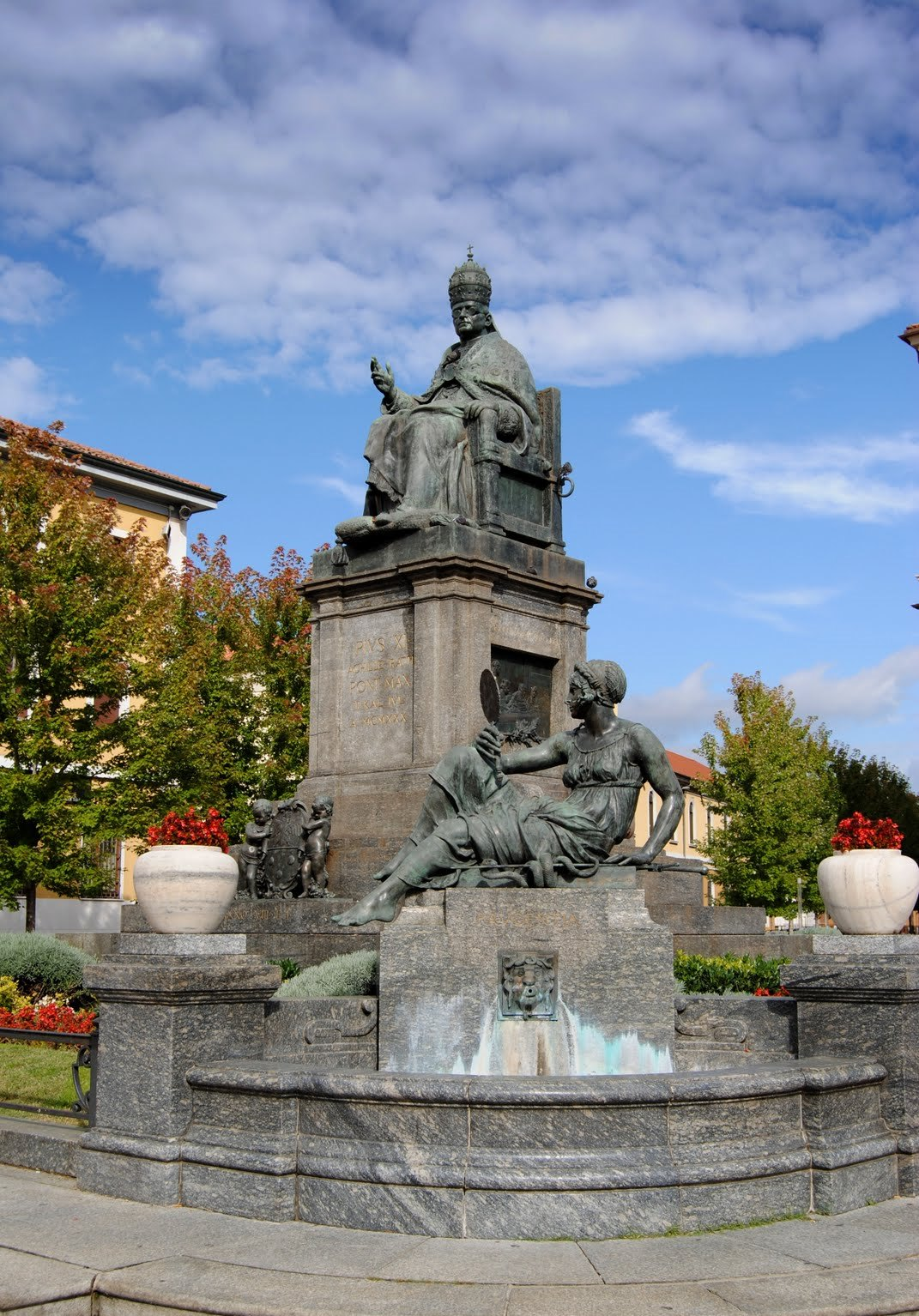
Monumento a papa Pio XI a Desio

- Vescovo Felicjan Konstanty Szaniawski
- Vescovo Andrzej Stanisław Załuski
- Arcivescovo Adam Ignacy Komorowski
- Arcivescovo Władysław Aleksander Łubieński
- Vescovo Andrzej Stanisław Młodziejowski
- Arcivescovo Kasper Kazimierz Cieciszowski
- Vescovo Franciszek Borgiasz Mackiewicz
- Vescovo Michał Piwnicki
- Arcivescovo Ignacy Ludwik Pawłowski
- Arcivescovo Kazimierz Roch Dmochowski
- Arcivescovo Wacław Żyliński
- Vescovo Aleksander Kazimierz Bereśniewicz
- Arcivescovo Szymon Marcin Kozłowski
- Vescovo Mečislovas Leonardas Paliulionis
- Arcivescovo Bolesław Hieronim Kłopotowski
- Arcivescovo Jerzy Józef Elizeusz Szembek
- Vescovo Stanisław Kazimierz Zdzitowiecki
- Cardinale Aleksander Kakowski
- Papa Pio XI

La successione apostolica è:
- Cardinale Oreste Giorgi (1924)
- Cardinale Michele Lega (1926)
- Vescovo Philippe Zhao Huai-yi (1926)
- Vescovo Melchior Sun Dezhen, C.M. (1926)
- Vescovo Odoric Simon Cheng Hede, O.F.M. (1926)
- Vescovo Joseph Hu Jo-shan, C.M. (1926)
- Vescovo Aloysius Chen Guo-di, O.F.M. (1926)
- Vescovo Simon Zhu Kai-min, S.I. (1926)
- Vescovo Januarius Kyunosuke Hayasaka (1927)
- Cardinale Jusztinián Serédi, O.S.B. (1928)
- Cardinale Luigi Sincero (1929)
- Cardinale Alfredo Ildefonso Schuster, O.S.B. (1929)
- Cardinale Jean Verdier, P.S.S. (1929)
- Arcivescovo Joseph Attipetty (1933)
- Vescovo Joseph Fan Heng-nfan (1933)
- Vescovo Jean-Baptiste Nguyễn Bá Tòng (1933)
- Vescovo Matthew Ly Yun-ho (1933)
- Vescovo Joseph Tsui Shou-hsün (1933)
- Arcivescovo Giuseppe Migone (1936)

## Onorificenze

### Onorificenze della Santa Sede
Il papa è sovrano degli ordini pontifici della Santa Sede mentre il Gran magistero delle singole onorificenze può essere mantenuto direttamente dal pontefice o concesso a una persona di fiducia, solitamente un cardinale.